# 万国公法

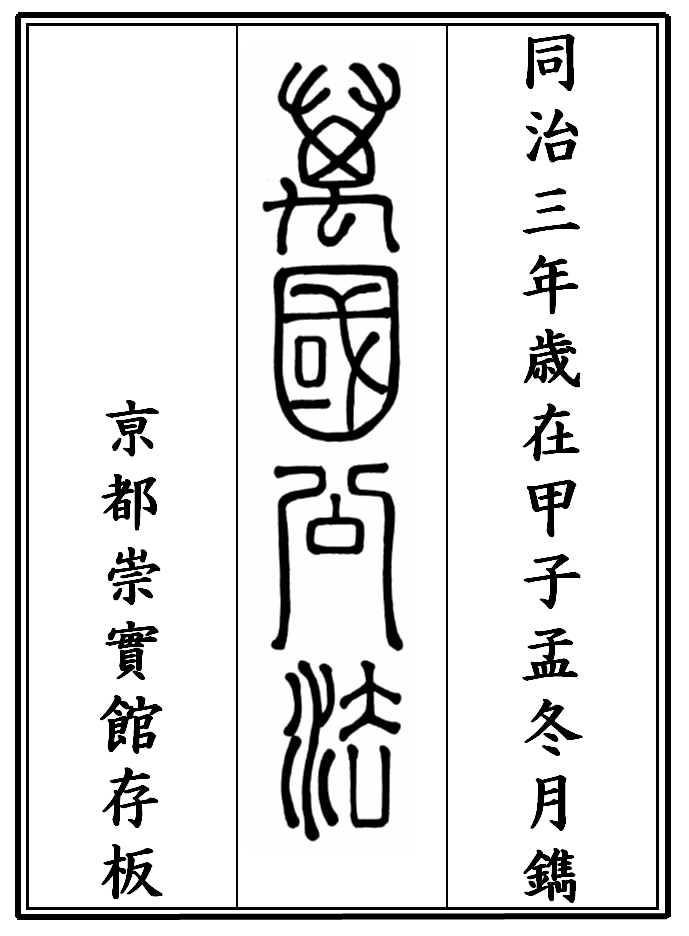
『万国公法』の表紙裏。中央に篆字で「万国公法」と表記している。幕末、開成所で翻刻されたものもほぼ同じデザインであるが、ただ一点、上部に「慶應元年開成所翻刻」という文字列が挿入されている点が異なる。若干語句の解説をすると、「同治三年」や「甲子」は双方とも1864年を意味し、「孟冬月」とは陰暦における冬の最初の月、すなわち10月（陽暦では11月）。「鐫」（セン）とは木版本の版木を彫ること。また「亰都崇實館存板」の「亰都」とは日本の京都ではなく首都という意味で、ここでは清朝の首都北京を指す。

万国公法（ばんこくこうほう、旧字体：萬國公󠄁法）は、19世紀後半から20世紀前半にかけて近代国際法を普及させたという点で、東アジア各国に多大な影響を与えた国際法解説書の翻訳名であり、同時に“International Law” の現在の訳語「国際法」以前に使用されていた旧訳語でもある。以下では最初に翻訳命名されたウィリアム・マーティンの『万国公法』とその重訳本を中心に記述し、この本がもたらした西欧起源の国際法がアジア諸国にどのように受容されていったかについても触れる。
〔凡例〕単なる書名と訳語を区別するため、以後『万国公法』と書く場合は書名を意味し、「万国公法」と書く場合は国際法の訳語および “International Law” としての国際法を指すものとする。ただ国際法と一口にいっても近代と現代のそれでは、民族自決権の有無など大きく内容は異なるため、この記事における国際法とは近代のそれを指して使用している。なお『万国公法』の刊行以後多くの国際法関連書物が次々と出版されたが、ある事件に対する影響を考慮した時、『万国公法』のみの影響と断ずることが困難な時があるので、そういう場合は「万国公法」という表記を用い、『万国公法』も含めた近代国際法体系の与えた影響という意味で使用している。

## 概要
「万国公法」とは、国際法学者ヘンリー・ホイートンの代表的な著作 Elements of International Law が漢語訳されたときのタイトル名。またこの訳は、この書が世に広く知られるようになるとともに、“International Law” の訳語としても定着していき、Elements of International Law 以外の国際法解説書を翻訳する際においても「万国公法」ということばがタイトルに使われるようになった。翻訳者は当時中国で布教していたアメリカ人プロテスタント宣教師ウィリアム・マーティンで、その訳書は東アジアに本格的に国際法を紹介した最初の書物である。国際法の何たるかを東アジア諸国に伝え、各地域の国内政治改革や外交に大きな影響を与えた。特に日本では、最初に刊行された清朝よりも大きく素早い反応を生みだし、幕末明治維新に及ぼした影響は無視できないものがあった。

## 時代背景

### 華夷秩序

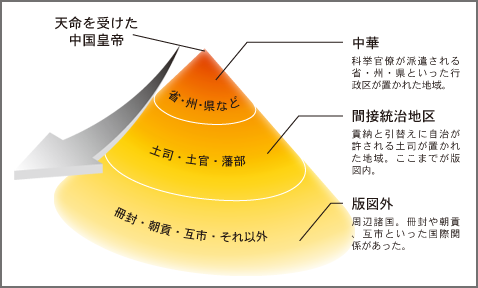
ごく簡単な華夷秩序の概念図。中央から遠ざかるほど（中華的）文明度が低いものと見なされ、同時に中国王朝の支配力も漸減していくと意識されていた。それは中国皇帝の徳が次第に及ばなくなるためだという理解からであった。皇帝の色である黄色が次第に薄まっているのは、それを視覚的に示したものである。このような認識の下で、欧米諸国は礼節を弁えない野蛮な国として朝貢国や互市国に位置づけられた。

前近代における東アジア国際社会は、政治的・経済的・文化的に大きな存在感を放つ中国王朝を中心とする形で国際秩序が成り立っており、日本や朝鮮、ベトナム、琉球といった中国の周辺諸国は、その中国から様々なスタンスを取ることで安定的な国際秩序を形成維持してきた。中国王朝に対しどのようなスタンスを取るかという点で、（中国王朝から見て）周辺諸国はいくつかの国際関係の種類、たとえば冊封や朝貢、互市に分類される。これまでの諸研究では、このような様々な国際関係を束ねたものを朝貢―冊封体制、あるいは朝貢システム、互市体制、華夷秩序と表現することが多い（対象とする時代や研究者によって異なる）。ここでは便宜的に華夷秩序と呼ぶ。
中国王朝から見た華夷秩序は、中華思想に基づく世界観を現実に投影したもので、中国を「華」（文明）と自認し、中国という同心円的ヒエラルキーの中心から離れるに従い「華」から離れ「夷狄」（野蛮）に近づいていくと考える国際秩序である。このヒエラルキーが特異なのは、中国王朝が直接支配する領域とそれ以外の地域とが国境のような確固たる分断線によって区切られず、連続したものとして捉えられている点である。具体的には、
1. 天命を承けた中国皇帝が直接支配する地域（行政区である省が置かれている）
2. 間接統治地域（辺境の有力者を土司・土官に任命し、貢ぎ物と引き替えに一定の自治を認める）
3. 版図外（「夷狄」のいる地域、皇帝の徳の感化が及ばない土地。所謂「化外の地」）

という大きく分けて三つのカテゴリーがあり、前者から後者に行くに従い、漸次中国皇帝の徳が及ばなくなり、同時に中国の支配力も低下していくという観念で支えられている。したがって版図外といっても、その地は中国の支配（あるいは中国皇帝の徳）がなかなか及ばないだけで、本来中国皇帝に支配されるべき地であるという意識は捨てられていない。
そしてこの版図外にある諸国は、中国王朝になびく国家とそうでない国家に大別される。まず中国に使節を送り、臣従する諸国。これらには「冊封」（国王承認）や「朝貢」（貢ぎ物と引替えに賞賜が与えられ、さらに交易することができる）という政治的・経済的見返りを与えた。それを目的に中国を訪れた冊封あるいは朝貢使節の存在は、中国皇帝の徳が遠くの「夷狄」に及んだ証左とされた。中国とこれらの諸国とは、「宗主国」(Sovereign State) と「藩属国（あるいは「属国」「付庸国」）」(Tributary State) という上下関係を基調とする国際関係を結んだことになる。ただ「宗主国」と「藩属国」との関係は、近代における「宗主国」と「従属国」(Subject State) のような関係とは大きく異なり、内政外交全般に中国の支配が及んでいたわけではなく、たとえば中国は、「藩属国」どうし、あるいは「藩属国」と中国王朝に臣従しない諸国との関係について特に関知しない。そのため排他的な主従関係は希薄であり、ある国が中国以外の国へも朝貢する「二重朝貢」といった例も見られた。
前王朝の明代において、「冊封」や「朝貢」は諸外国との関係の中で大きな比重を占めていたが、このような制度自体は、清代まで大きく変化することなく存続した。しかし続く清朝においても「冊封」や「朝貢」が、明朝の対外関係で同じ比重を占めていたわけではなかった。清代では、明朝の時以上に欧米諸国が中国を訪れるようになり、「冊封」や「朝貢」よりも政治的意味合いが希薄化した交易が増加の一途を辿ったのである。この交易関係を「互市」という。
そしてこれまで述べてきたような「冊封」や「朝貢」、「互市」によって中国と関係を持つ国々をそれぞれ「冊封国」・「朝貢国」・「互市国」という。
以上の説明は歴代中国王朝が構想した華夷秩序であるが、日本や朝鮮、琉球、ベトナム等の周辺諸国もその華夷秩序及びその根拠となった中華思想を選択的に受容、あるいは共有し、華夷秩序の一翼を担っていた。ただどの程度受容するかについては、中国と周辺諸国との力関係（地政学的な影響）から一元的ではなく、地域により濃淡がある。たとえば中国ではなく自国を中心（「華」）だと自認する「小中華思想」をもった国家が複数あり、中国の華夷秩序が一元的に東アジア国際秩序を貫いていたわけではなかった。しかしそれらが思い描く国際秩序も構造そのものは華夷秩序に借りた相似構造をもっており、その各国の小華夷秩序が、中国王朝の華夷秩序と折り合いをつけながら併存している状態であった。いうなれば諸国ごとの小華夷秩序の束が、互いに重なりながら存立する状態こそが、前近代の東アジア世界の国際秩序、すなわち総体として華夷秩序とよぶものであった。したがって、どの国・どの地域にも貫通する一元的な国際秩序を見出すことは困難といわねばならない。
国や地域によって均質・一様でない華夷秩序（の束）に、最終的には取って代わったのが西欧起源の条約体制であった。

### 条約体制

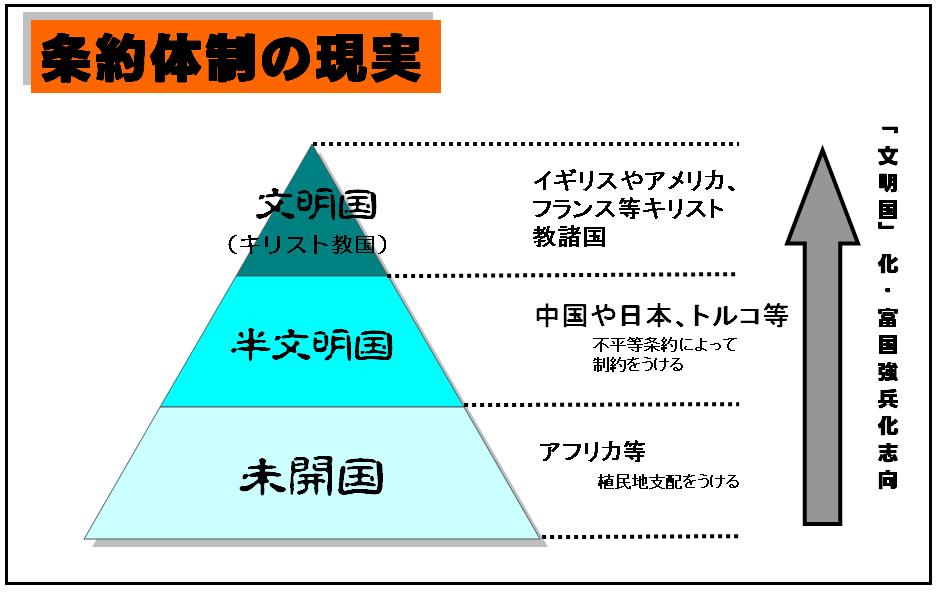
万国平等を理念として掲げる条約体制も、現実には国際ヒエラルキーを是認するものであった。

華夷秩序では、国際関係を中華思想に基づく「礼制」によって律してきた。しかし欧米諸国は、「礼制」に変えて近代国際法に基づく条約によって国際関係を律する国際秩序を東アジアにもたらした。このことからこの国際秩序を条約体制と呼ぶ。また欧米によって強制された条約が不平等条約だったことから「不平等条約体制」と呼ぶこともある。
近代的国際秩序の起源はヴェストファーレン条約（1648年）に始まるとされ、その国際関係を律する秩序原理として近代的国際法は発達してきた。そして国際法を担う主体は主権国家とされた（近代的な主権国家については後述「4.4.1 『万国公法』がもたらした外交概念」を参照のこと）。上記華夷秩序との最も大きな相違点は、主権国家間の法的平等原則の存在である。華夷秩序では、自国と周辺諸国を文化面では「華／夷」という等級で順序付けし、政治面では君臣関係（宗主国―藩属国）として捉えており、中国王朝と周辺諸国が平等であることは原則的にありえない（ただし、実際には金と宋や匈奴と漢のような場合もある）。一方で条約体制では、国家・国力の大小に関係なく、主権を持つ国家は法的には平等・対等であるとされる。
しかしこの近代国際法の「万国平等」という理念は単なる理念に留まり、現実には万国に普遍的に適用されるようなものではなく、それは本来キリスト教諸国間だけに通用する「キリスト教国国際法」（“International law of Chirstendom”）ともいうべきものであった。
近代国際法は、崇高な正義と普遍性とを理念としているが、他方、非欧米諸国に対しては非常に過酷で、欧米の植民地政策を正当化する作用を持っていた。この国際法は適用するか否かについて「文明国」か否かを基準としているが、この「文明国」とは欧米の自己表象であって、いうなれば欧米文明にどの程度近いのかということが「文明国」の目安となっており、この目安によって世界は3つにカテゴライズされる。まず欧米を「文明国」、オスマン帝国や中国、日本等を「半文明国」（「野蛮国」）、アフリカ諸国等を「未開国」とした。「半文明国」に分類されると、主権の存在は認められるものの、その国家主権には制限が設けられる。具体的には不平等条約を砲艦外交（軍艦や大砲といった軍事力を背景に行われる恫喝的な外交交渉）によって強制された。さらに「未開国」と認定されると、その国家主権などは一切認められず、その地域は有力な支配統治が布かれていない「無主の地」と判定される。近代国際法は「先占の原則」（早期発見国が領有権を有する原理）を特徴の一つとして持っていたので、「未開国」は自動的に「無主の地」とされ、そこに植民地を自由に設定できるということになる（小林2002）。
以上に見るように、近代国際法はその適用を「文明国」とそれ以外によって使い分ける二つの顔を持っており、これを「近代国際法の二重原理」と呼ぶ研究者もいる（高村1998）。この近代国際法は、19世紀に入ると掲げられた理念とは裏腹な砲艦外交によって中近東、アフリカ、東アジア等世界全体に適用範囲を広げていった。
東アジアにおいて、この条約体制のはしりはアヘン戦争の後に締結された南京条約である。中国最後の王朝であった清朝とイギリスの間に結ばれた条約は、近代国際法に基づいた不平等条約であった。この条約の締結後、これをモデルとした条約を清朝は各国と締結していき、『万国公法』が翻訳刊行された当時、すでに20数カ国と条約が交わされていた。ただ条約の締結と、意識レベルで国際法の理念に遵うつもりがあったかどうかは別である。トルコでも中国でも不平等条約は当初、西欧諸国に与えた恩寵というとらえ方をし、自国の不利益性を意識していなかった。このような国際法への認識を改め、率先して条約体制に参加するよう促す一助となったのが、『万国公法』という一冊の国際法解説書であった。

## 原書Elements of International Law

### 原著者ヘンリー・ホイートン
『万国公法』の原著は、ヘンリー・ホイートン の『国際法原理』（原題：Elements of International Law, 1836）である。ホイートンは アメリカ国際法学草創期を代表する法律家・外交官である。彼は弁護士からスタートし、ニューヨーク海事裁判所判事、連邦最高裁レポーターを歴任した。また法律キャリアを重ねる一方で、アメリカの駐コペンハーゲン代理公使、駐プロシア代理公使（後に特命全権公使）に任命され、外交官としても活躍している（松隈1992）。法曹界に身を置きながら、外交官でもあった経験が結実したのが、『国際法原理』であった。なお明治期の日本や片仮名のない中国ではホイートンを「恵頓」（拼音：Huìdùn）と表記した。

### 性格
『国際法原理』は、刊行当時グロチウスの『戦争と平和の法』に次ぐほどの権威と名声を博していた国際法解説書である。この書の初版は1836年に刊行されたが、アメリカ・イギリスといった英語圏のみならず他のヨーロッパ言語圏でも非常な好評をもって迎えられ、フランス語版・ドイツ語版をはじめとして各国の言語に相次いで翻訳された。

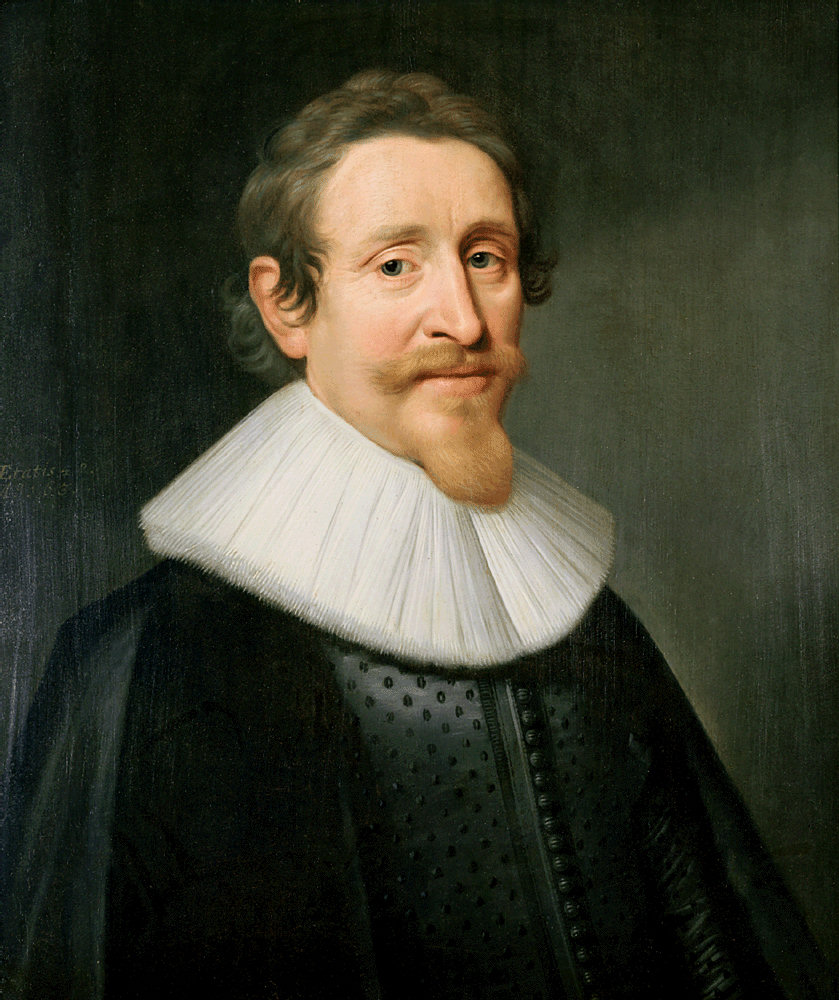
近代国際法の基礎を築いたグロチウス

特徴としては、この書が自然法及び実定法双方に立脚して書かれているという点がある。詳しくは自然法と実定法の記事に譲るが、自然法とは法の淵源（法律の拠って立つ根拠、すなわち法源）を人為的に定められたものに求めず、人の理性によって発見される、時代や地域を超越した普遍性（と思われるもの）と正義に由来すると考える法概念である。他方実定法とは立法機関のような人為的な存在によって作り出されてきた法律で、形而上的な普遍性を法源として採用せず、法とは一定の地域・時代の中でのみ有効であることを自覚する性質を持つもので、具体的には蓄積されてきた判例や慣習法、制定法を指す。
以上をふまえて簡単に近代国際法の潮流に触れると、グロチウスは自然法思想に重きを置いて国際法の基礎を構築したが、その後の国際法学は実定法をより重視する傾向が増し、E.ヴァッテル (Emmerich de Vattel) は、自然法と実定法双方に軸足をおいた学説を唱えた。ホイートンも自然法・実定法折衷の立場を取る。しかしホイートンが活躍した時代は自然法から実定法へという流れがさらに加速しつつある時期にあたり、自著『国際法原理』を改訂するにあたって実定法的立場へと徐々に重心を移し、特に第三版改訂の際は、実定法についての言及が大半を占めた。ただ完全に自然法的側面を放棄することはなかった(松隈1992)。
この『国際法原理』は「国際法の法源と主体」、「国家の基本権」、「平時における国家の権利」、「戦時における国家の権利」という4章から成っており、近代国際法の基本的事項をほとんど全て押さえている。その内容は、『万国公法』と重複するので後述する。

## 漢語訳『万国公法』―中国における受容―

### 翻訳の経緯
アヘン戦争・アロー戦争後に締結された不平等条約によってすでに多くの実利を得た列強にとって、清朝が国際法を学ぶことは無論望ましいことであった。清朝が国際法を学び遵守するのであれば、再度大規模な砲艦外交に頼らずに交渉のスムーズ化と安定化を図れると考えたためである。このため『万国公法』を紹介しようとする動きは、まず欧米側から起こった。当時の総税務司として上海にいたロバート・ハート（Robert Hart、中国名：羅伯特•赫徳）は Elements of International Law の一部を翻訳し清朝に提供している。
一方でアロー戦争後まで中国は中華思想に基づいた唯我独尊的外交姿勢を守り続け、国際法や条約といった近代的国際関係に不可欠な概念を積極的に取り込もうとはしなかった。しかしアロー戦争の結果締結された天津条約や北京条約によって、清朝は少なくとも外交制度上は西欧諸国を自国と対等な存在として認めざるを得なくなる。具体的には、それまで清朝は諸外国を中華思想的価値観から「夷狄」とみなしていたが、清朝の公文書に西欧諸国を指して「夷」と表記することを禁じ、同時に総理衙門という近代的国際関係を担う外交機関を設けた。
このような清朝の外交方針の大転換は、アロー戦争後の清朝の政局を主導した恭親王奕訢や文祥たちによって進められた。彼らは講和交渉を担った満洲族系の大官であり、講和後新設された総理衙門の中枢に陣取り、外交および近代化政策を取り仕切った。恭親王たちは元々対外戦争に反対し、現実路線の外交を展開しようとした穏健派である。また同時期太平天国の乱を鎮圧した曽国藩や李鴻章ら地方の大官も西欧の先進技術を学ぶ重要性を認識し、軍事・産業方面の近代化を推し進めていた。これを洋務運動という。すなわち1860年代以降の清朝は、西欧の諸知識・技術を摂取しようという機運が高まっており、国際法への関心もその延長線上にあるものであった。清朝側が外交交渉を西欧列強のスタイルに合わせるのであれば、彼らの価値観・行動原理を知らねばならない。そこで求められたのが国際法の解説書であった。ただこの国際法受容は、はじめは近代国際法の理念に共鳴して率先してそれに参加しようとしたものではなかった。というのも西欧列強との交渉においては、清朝がいくら「天朝の定制」（中華思想的慣例）を持ち出しても議論が噛み合わず、列強側の要求を拒絶することはできなかったため、列強間で通用している国際法を逆手に取ることで外交交渉を有利に運ぼうという意図からなされたもので、多分に理念よりも道具、華夷秩序を保持するためのツール、としての受容というニュアンスが強かった。そのためこのような国際法受容を「夷の長技を師とし以て夷を制す」（夷狄の得意技を学び、それにより逆に夷狄を制覇する。魏源著『海国図志』の一節）の外交バージョンと評することもある。

### ウィリアム・マーティンと翻訳

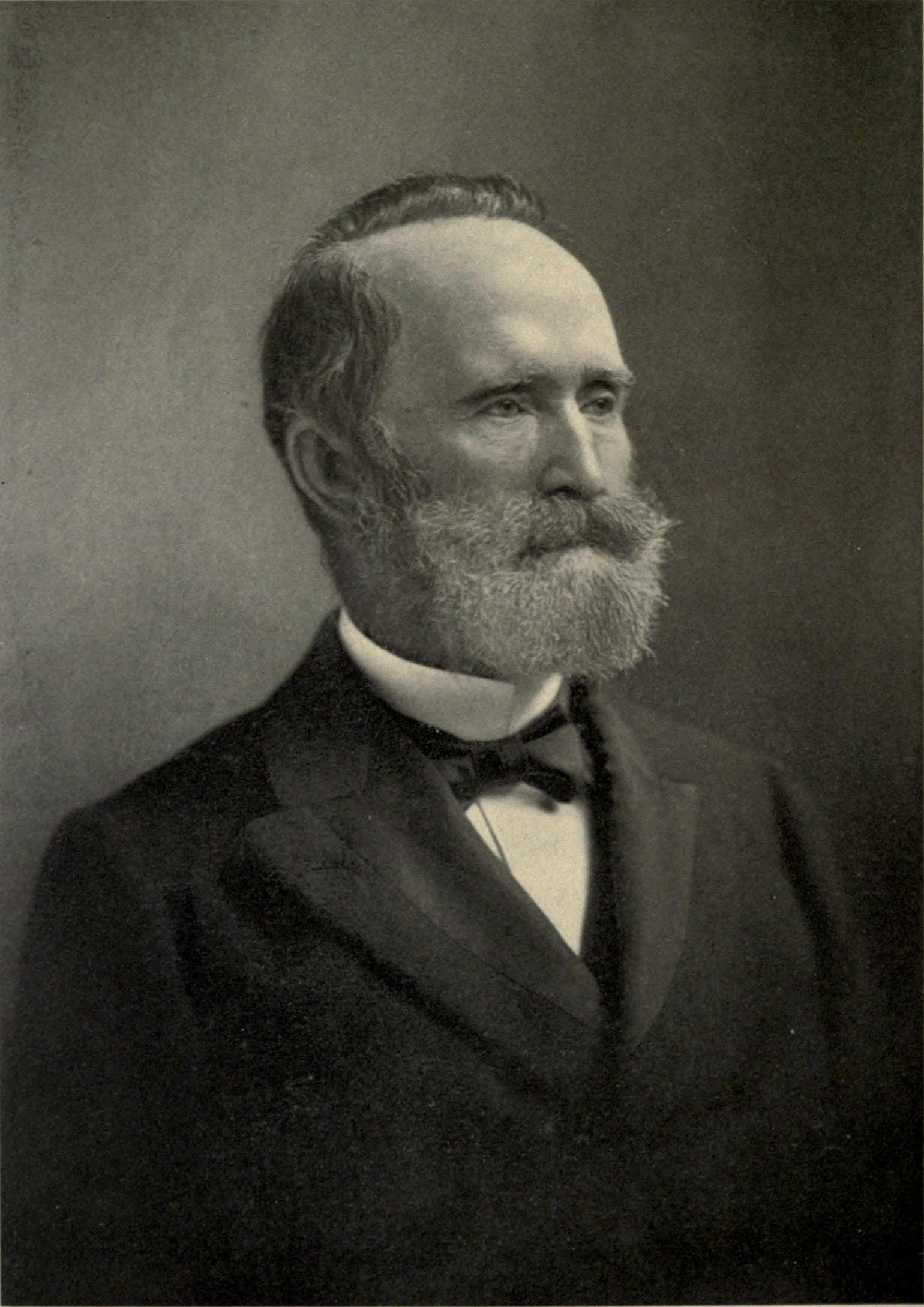
ウィリアム・マーティン

翻訳に着手したのは、アメリカ人宣教師ウィリアム・マーティン（W.A.P.Martin、中国名：丁韙良）であった。マーティンは1850年に来華して以来中国に留まり、天津条約の起草や北京同文館や京師大学堂での西欧学問教授、キリスト教伝道など多方面にわたり活動した人物である。特に教育及び翻訳によって近代中国に多大な影響を与えたことで知られ、『万国公法』の訳出はその代表的な事績といえる。
マーティンが漢語訳『万国公法』に着手したのは、在清アメリカ公使ジョン.E.ウォード（John Elliott Ward、中国名：華若翰）やアンソン・バーリンゲーム（Anson Burlingame、中国名：蒲安臣）、ロバート・ハートの強い薦めがあったためである。マーティン自身は長年中国に留まっていたため、漢語の読み書きにも不自由はなかった。翻訳は1862年上海滞在期に着手された。翌年、ある程度訳出できた時点で、天津に赴いて清朝の有力官僚の一人崇厚に提出し、その後総理衙門の公認を得て出版する運びとなった。刊行年については、研究者によって違いが見られ、1864年11月とする説（熊1994、佐藤1996、田2001）と翌年1月とする説（坂野1973）がある。
『万国公法』の翻訳は、幾人かの中国人の協力があってはじめて可能であった。まず崇厚に提出した未完稿には何師孟・李大文・張煒・曹景栄ら4人が参加して訳文を練り上げたが、それは「文義が非常に不明瞭である」と評される代物でそのまま刊行するには難があった。総理衙門の公認を得てからは総理衙門章京の地位にあった陳欽・李常華・方濬師・毛鴻図らが協力して校訂に臨み半年がかりで翻訳を完成させている。元々中国と西欧とでは法に対する観念が全く異なる上に、国際関係についての考え方も大きく違っているため、その作業には大きな困難を伴った。
困難にぶつかりながらもマーティンが訳業を放棄しなかったのは、単なる名誉欲だけではない、彼なりの強い信念があったためである。すなわち宣教師であった彼にとって、『万国公法』の訳出は広い意味でキリスト教伝道活動の一部であった。マーティンは国際法について「諸国間に行われ、一国が私することができない」（『万国公法』凡例）と述べ、欧米各国間に存在するこの公的なルールこそキリスト教文明が生み出した最良の成果の一つと捉えていた。その国際法を（『万国公法』の訳出を介して）中国に普及することで、西欧を夷狄視する中華思想的思いこみを徐々に是正していこうと考えたのである。そしてそのことは後々キリスト教の伝道にプラスになるとの展望をもっていた。このような宗教的使命感こそが翻訳動機の核であったといえる（張嘉寧1991、佐藤1996）。
マーティンは『万国公法』刊行後、1865年に設立された同文館という外交における通訳者養成を目的とする公立語学校の英語・国際法・政治学の教師の職に就き、後日校長に昇進している。彼はこの同文館の英語表記を“International Law and Language School”とすることが多かったが、このことから同文館を単なる通訳養成機関とは見ておらず、国際法普及の拠点と見なしていたことがわかる（佐藤1996）。実際、この同文館では『万国公法』に続き『星軺指掌』・『公法便覧』・『公法会通』といった国際法の翻訳が行われ刊行されていった。これらはアジアの諸地域に国際法の何たるかを伝え、近代国家の礎を築く契機のひとつとなった。

### 内容

#### 構成
『万国公法』は、全4巻12章231節から成り、北京崇実館から刊行された。300部刷られ、総督・巡撫をはじめとする各地の官僚に配布された。構成は以下の通りとなっている。（）内は加筆者の訳。
- 第一巻 釈公法之義、明其本源、題其大旨
（国際法の意味を解説し、その法源を明らかにし、大要を述べる）
  - 第一章 釈義明源（意味を説明し来源を明らかにす）
  - 第二章 論邦国自治・自主之権（国家の自治・自主の権を論ずる）

- 第二巻 論諸国自然之権
（各国の自然権を論じる）
  - 第一章 論其自護・自主之権（国家の自衛・自主の権利を論ずる）
  - 第二章 論制定律法之権（法律を制定する権利を論ずる）
  - 第三章 論諸国平行之権（各国が共に平等である権利を論ずる）
  - 第四章 論各国掌物之権（各国の所有権を論ずる）

- 第三巻 論諸国平時往来之権
（平和時における国家間の交際の権利を論ずる）
  - 第一章 論通使之権（公使の権利を論ずる）
  - 第二章 論商議立約之権（通商条約締結の権利を論ずる）

- 第四巻 論交戦条規
（交戦規定を論ずる）
  - 第一章 論戦始（開戦を論ずる）
  - 第二章 論敵国交戦之権（交戦時敵国との間の権利を論ずる）
  - 第三章 論戦時局外之権（局外中立の権利を論ずる）
  - 第四章 論和約章程（和平条約について論ずる）

『万国公法』で扱われる内容は、国際法の主体及び客体、法の淵源、国際法と各国内の法との関係、条約・外交と領事の関係、主権の及ぶ範囲としての領土や領海の説明、国際紛争が発生した際のルール及び和平交渉のルール、戦時における第三国の中立のあり方など多岐にわたり、国際法をまさに体系的に解説したものといって良い。
また国際法の具体的事例を示すために、欧米各国の政治制度や歴史をしばしば引用しており、当時渇望されていた欧米事情の供給源ともなった。

#### 翻訳について
原著と翻訳を比較する際、まず注意を払わねばならないのは、原著の第何版を底本としたのかという点である。簡単に原著『国際法原理』 (Elements of International Law) の版本について触れると、『国際法原理』初版と第二版は、同じ1836年にロンドンとフィラデルフィアで刊行された。違いは前者が2巻に分けられているのに対し、後者は1巻本として出版されたことであり、それ以外に内容などには全て異同がない。これに判例などの事例を増補したのが第三版（1846年）である。さらにフランスのパリで刊行されたものが第四版（1848年）、ドイツ語版が第五版（1852年）にあたる。著者ホイートンが直接手を加えたものは第四版までであり、それ以後は友人であったW.B.ローレンスが改訂を引き継ぎ、これが1855年に出た第六版である。これをローレンス版ともいう。その後ローレンスは1864年に第七版を出したが、ホイートンの遺族とローレンスの間に齟齬が生じ、改訂は以後R.H.ダナに委ねられた。それが1866年に出た第八版（ダナ版）となる。漢語訳『万国公法』が参照しえた版は刊行の時期からいって第七版までであるが、当時の交通事情を勘案すると第七版がアジアにもたらされたのは刊行年より非常に遅く、実際には参照が難しかったと考えられている。ダナ版は、『万国公法』が刊行された後に出版されていることは確実であることから、『万国公法』の底本は第六版までのどれかということになる。なお、第六版は外部リンクより原文を見ることができる。
何を底本にしたかという点について、『万国公法』にはその記載はなく正確には不明である。しかし訳出時期や段落構成、見出し、文章から勘案して第六版（1855年刊）を底本としたとする説が有力である。
以下、翻訳の主要な特徴を列挙する。
1. 逐語訳ではないこと
特徴としてまず気づくのが、『万国公法』は時に意訳ともいえる大胆な訳となっている点である。マーティン自身も認めるように、翻訳は原典の大意を生かしつつ要約したものであり、原典に挙げられた事例の詳細な説明や時日、注釈は省略されていることが多い。
2. 新造語の登場
次に特徴的なのは、多くの新語や音訳の存在である。異文化の概念を紹介するに当たって、もっとも苦心を要するのが自文化とのすり合わせといえる。翻訳とは、原文の大意をつかんだ上で、原文のことばに最も近い自国語を探し出し、それを自然な文章へと改める作業であるが、翻訳の歴史が浅ければ浅いほど、その困難さは増えていく。何故ならそれまで自文化に無かった新概念の紹介のために新語をひねり出す必要にまず駆られ、次にそうした新語ばかり使用すると意味不明な訳文となるためである。このマーティンや後に多くの翻訳に手を染めた厳復、あるいは日本でも幕末・明治期翻訳に従事した知識人たちの辛苦は想像以上のものがある。
代表的な訳語を挙げると、「権利」(rights)・「主権」(sovereign rights)・「民主」(republic) などがある。どれも現在に至るまで中国のみならず、日本でも使用されていることばであって、その意味では現在に生きる我々もまた『万国公法』の恩恵を受けているといえる。これについては下記日本の項参照のこと。ただ一つ注意せねばならないのは、このような新造語がそのまま中国に定着したのではないということである。中国において『万国公法』の影響は緩慢であったため、その中で使用されている新語彙が中国で普及し、それが日本に伝播したわけではない。新語彙のほとんどは、『万国公法』が日本に伝えられた後に一旦日本で定着し、日清戦争後に起きた留学ブームによって日本に訪れた中国人留学生が再度中国に持ち込んだものである（林1995）。
この他、固有名詞を音訳した新造語もある。一例を挙げると“President”は「伯理璽天徳」（拼音:Bólĭxĭtiāndé）と音訳された。現在では共和国元首という意味で「大統領」と訳されるが、当時にあっては読者にそういう知識は無かったので新造語をあてても、正確に読者に伝わらないと考えられ、そのまま言語の音を漢字に置き換えたものである。この「音訳」も日本にまで伝播し使用されたが、次第に「大統領」という訳語に駆逐されていった。
3. 自然法的理解の強調
最も注目すべき特徴は、この翻訳が原著よりも一層自然法的性格を強めていることにある。ホイートンの箇所で述べたように原著は元々自然法と実定法双方に軸足をおいた著作であったが、第三版において実定法的性格を強める増訂が為されている。然るにこの『万国公法』では、ホイートン原著とは逆に自然法を強調して国際法を理解する姿勢が打ち出された。これはマーティンが友人宛の手紙で「私の仕事は、この無神論的政府（加筆者注：清朝のこと）をして、神と神の永遠の正義を認めさせることにある。そしておそらく彼らにキリスト教精神のいくらかを与えうるだろう」と書いているように、『万国公法』翻訳における、自然法という形而上学的な規範として国際法を捉える向きはマーティンの宗教的使命感からくる偏向であった[7]。
またこのような自然法を強調する翻訳傾向は総理衙門から派遣され訳書を校訂した4人の章京たちによる語彙選択も影響していると考えられている（張嘉寧1991）。しかし自然法といっても、『万国公法』のそれは、キリスト教的色彩をベースにしながら儒教的色彩も強く帯びている。これはマーティンたちが、中国人にとって国際法を受容しやすくするために、儒教的用語を駆使して「普遍性」を演出したためである。中華思想のもとでは、外来概念は「真であること」（「普遍」的に優れている）と「自己に由来すること」（中国起源であること）の二つが同時に認められない限り、受容されることはない（佐藤1996）。受容される場合には、中国側の心理的抵抗が少ないように受容対象の発生起源の偽装が施されることが多い。たとえば老子がインドに赴いて釋迦になった（老子化胡説）、西欧の自然科学は墨子の説が西伝して開花したものである（西学中源説）等の附会説となって現れる[注釈 11]。さきの「普遍性」とは、国際法的観念が実は過去の中国にもあったことを論語などの儒教の経典などに「発見」することによって保証される。「発見」によって、国際法の法源と儒教とは親和性を持つかのような印象を読者に与え、その結果「万国公法」（＝近代国際法）は中華も含めた世界規模の「普遍性」を持ったものとして受容されていった。
『万国公法』の自然法への傾斜は、法が何に由来するのかといった法源についての説明箇所で著しい。国際法の用語には、「性」・「義」といった儒教的なことばが法と接続して使用され、中国人が国際法をより自然法に近づけて理解しやすい構造となっている。たとえば“Natural law”とは現代語では「自然法」と訳すが、マーティンは「性法」という訳語を与えた[8]。この「性」とは、儒教の根本原理「理」のことであって、万物の根元であり法則とされる「理」が、個々の事物に宿るものが「性」であり、人の場合、それは「五常」（仁・義・礼・智・信）という徳目を意味する（詳しくは性善説を参照のこと）。したがって、当時の人々が「性法」ということばを眼にした時、近代国際法とは（儒教的）道徳と法とが渾然一体ものとして理解され受容されていくことになった。すなわち本来、『万国公法』をはじめとする近代国際法は、国家間の権利や義務を規定するものであるのに、まるで全世界の国々が遵守すべき普遍的・形而上的な規範として理解されるようになったのである。
以上のようなマーティンの翻訳傾向は、東アジアにおける国際法受容に大きな影響を及ぼし、日本ではより一層儒教的自然法概念と結合し理解されていった。

### 受容

#### 『万国公法』がもたらした外交概念
中国や周辺諸国は、それまでなかった外交概念を『万国公法』から学んだ。現在日本や中国などのアジア諸国において用いられている外交概念は、この翻訳書とともにもたらされたものである。そして以下に挙げる外交概念は単なる書物に書かれた知識というだけでなく、近代国際法が認める「文明国」かどうかを見定める具体的な要件・目安ともなっており、その外交概念を共有しない国家は近代国際法が適用されない、もしくは制限を受けるものと解された。
1. 国家主権とその相互尊重
『万国公法』はまず国家には主権というもの備わっていること、主権とは国家という体裁に必要不可欠な要件であることを強調し、書の前半は主権に関する部分に最も紙幅を費やしている。国際法における主権とは、対外的に独立し、対内的には至高の権力を有し、それ以外からの干渉を排することができることを指す。具体的には領土・人民・財産に対する支配権や立法・行政・司法の諸権を有することであるが、どこまでそれら諸権が及び、あるいは及ばないかという境界線が明確となっている。
2. 国家間の平等往来原則
条約体制に参加した諸国家が他国と往来する時、その国の大小に関係なく平等に交際しなくてはならない。たとえば公使を派遣する場合、一方のみが派遣するのでなく相互に公使を派遣しあうのが通例とされる。あるいは条約締結の際記載される言語や署名も平等であることが求められる。また外国における公使は、容易に逮捕されないなど外交特権をもつことを相互承認し、公使の身分保障を約束されていた。
3. 国際法・条約の遵守
国家間の往来・交際は締結した条約に基づくものであるが、それを遵守し続ける意志と能力がなければ締結の意味がない。したがって条約や国際公約を遵守しない（あるいはできない）ということは、「文明国」としては不適切であると見なされる。たとえばその国にいる外国人をいかなる時も保護できるかどうかは、国家の統治能力と外国への配慮という点で「文明国」かどうかの判断の材料とされた。

#### 移入した政治思想
『万国公法』の翻訳がもたらしたものは外交概念に留まらない。それに付随して、多くの思想がアジア諸国の人々に知られるようになった。
1. 自然法の観念
それまで法とは、皇帝がつくり制定するものである（「国法とは皇帝の家法」）とする伝統的な考え方が支配的であったが、自然法という皇帝を介さない天与の法という観念が伝わった。
2. 民主共和の観念
『万国公法』は、各国の国内法を説明する際に、君主制や共和制といった政治体制に言及することが多く、それまで君主制しか知らなかった中国に世界には様々な政治体制があることを知らしめた。
3. 法治思想
4. 三権分立の観念
（何2001）

この他、『万国公法』は原著にない世界地図を本冒頭に挟み、中国が世界の一部、万国の一国であることを示した。

#### 「万国公法」の広範な普及
『万国公法』を含む近代国際法は、官僚・知識人に知られてはいたものの、中国においてその意義を積極的に認める者はすぐには多数派とならなかった。後述する日本とは異なり、その浸透は緩やかだったと言える。ただし外交官として海外に派遣される官僚が増加してくると、そうした人々の間では『万国公法』への関心が高まっていった。その需要を見越して『万国公法』は再版されており、上海申昌石印本（1898年）や海賊版など幾つかの刊本が出回っている。やがてそれは当時新たにつくられ始めた洋学（欧米学問）を教授する学校の法律用教科書として採用されるようになっていった（田2001）。
「万国公法」がさらに広く受容・認知されるようになったのは、日清戦争後である（林1995）。戦後における明治日本への関心の高まりと、それに比例して起こった日本への留学ブームによって、近代国際法の受容と富国強兵の間には密接な関係があることが大陸へと伝えられていった。留学生たちは、自らが日本の大学で新知識の吸収に努めたばかりでなく、雑誌を自ら立ち上げてそこに翻訳を掲載したり、書物にまとめて刊行したりした。それらは大陸にももたらされ、政治や思想方面に大きな影響を与えるに至ったのである。
この時期、日本より大陸にもたらされた翻訳書は法律方面に限らず多数に上るため、新知識を求める人々の便となるように幾つか書籍目録が作成された。たとえば教育学について中国訳されている本を探す場合、このような目録を紐解いて書名を調べたのである。当時の代表的な目録は『日本書目志』（1898年）、『増版東西学書録』（1902年）や『訳書経眼録』（1934年）などであるが、その中に書名がみえる国際法関連の書物は多数ある。うちいくつかを以下に挙げるが、その数の多さから日本における翻訳書が清末の人々の近代国際法受容に一役買っていたことがわかる。
- 蔡鍔訳『国際公法志』全一冊、広智書局
- 林啓訳『国際公法精義』全一巻、閩学会
- 沼崎甚三著・袁飛訳『万国公法要領』全二巻、訳書彙編社
- 丁韙良訳『公法新編』全四巻、広智書局
- （英）労麟賜著・林学知訳『万国公法要略』全四巻、広智書局（「労麟賜」とは、原著改定に携わっていたW.B.ローレンスを指す）
  - 以上中国で刊行されたもの。

- 伊藤悌治述『国際私法』東京法学院、1888
- ジェームズ・ケント著・蕃地事務局訳・大音龍太郎校正『堅土氏万国公法』
- 藤田隆三郎編述『万国公法 附判決例』岡島宝玉堂、1891
- 秋吉省吾訳『波氏万国公法』
- 内務省蔵版『海氏万国公法』
- 沼崎甚三編『万国公法要訣』博聞社、1888
- 福原鐐二郎・平岡定太郎共著『国際私法』金港堂、1892
  - 以上日本で刊行後、中国にもたらされたもの。

さらに近代国際法の受容が進んだことで、単なる翻訳でなく『万国公法』に中国人自らが注釈を施した著作も刊行されるようになった。曹廷杰注の『万国公法釋義』（1901）がその代表例である。曹廷杰は、義和団の乱後のロシアによる東北三省進駐に遭遇した人で、『万国公法釋義』は国際法によって国防を図ろうとして『万国公法』に注釈を加えたものである。

#### 清末外交における『万国公法』 ―活用事例―
ここまで清朝が近代国際法をどのように受容したかについて述べてきたが、清朝はただそれを受動的に受け入れてきたのではない。そもそもは後述するように、西欧列強を説き伏せる道具として『万国公法』を受容したのであり、その道具としての活用そのものは、早期からなされている。以下は活用事例の一部である。
- 普丹大沽口事件――実際の外交において国際法が最初に活用されたのは、1864年の対プロシア交渉だとされる。当時プロシア(普)とデンマーク（丹）との間には戦争が発生していたが、プロシアは清朝の領海内である大沽口でベルギー船籍の船を三隻拿捕した。これに対し恭親王奕訢は主権を侵害する行為としてプロシアを非難し、その際『万国公法』を根拠として持ち出している。当初頑なだったプロシア側も、奕訢が新任のプロシア公使との接見を拒絶するなど、清朝が強硬姿勢を示すと折れ、1500ポンドの賠償金を支払い、拿捕したベルギー船を解放している。事件発生時にはまだ『万国公法』が刊行されていなかったが、その内容について清朝側はすでに把握していたのである（田2001）。
- 華僑保護――清朝を貿易従事といった理由から出国し、帰国しないで海外に居を定めた華僑について、清朝は積極的な保護をしてこなかったが、西欧諸国が貿易を立国の根本に据え、海外の商人を積極的に保護していることを知るようになると、清朝も「万国公法」によって華僑の保護に乗り出すようになった（茂木2000）。
- 清露伊犁交渉――1871年、ロシアは軍を派遣して伊犁を占拠した。これに対し清朝は、左宗棠を派遣して新疆地域に割拠していたヤクブ・ベクを撃破掃討せしめ、伊犁を除く新疆地域の支配権を回復した。しかし依然としてロシア軍は伊犁に駐留したため、その撤兵についてロシアで交渉することとなった（イリ条約）。その交渉を巡って、是か非かの激しい論争が清朝内で起こったが、各論者とも『万国公法』等を何度も引用し、己が主張の根拠としている。また交渉にあたった曽紀沢も国際法に則って、ロシアとの駆け引きを展開した（田2001）。

#### 「万国公法」と社会進化論
中国での『万国公法』の受容は、その当初こそ前述したように儒教的道徳を媒介とした自然法的理解からなされたが、帝国主義が大手を振ってまかり通る世界情勢とのギャップが次第に認識されるようになっていった。そうした受容姿勢の変化に大きく寄与したのが、同じく欧米からもたらされた新思想、社会進化論であった。厳復が『天演論』（1898年刊）というタイトルで翻訳紹介したこの思想は、瞬く間に世紀末の中国を席巻し、「弱肉強食」「適者生存」「優勝劣敗」ということばが流行語となった。
儒教的・自然法的な『万国公法』理解は、その公的・道徳的性格は天（自然）に由来するものだと受け止められていたが、「社会進化論」においてはその同じ天が各国間の競争を促し切磋琢磨することで進化させるのだと説いた。そこでは弱者保護や平等といった観念は払拭されており、天の役割が大きく転換されている。すなわち強国が弱小国を併呑していく当時の世界情勢（帝国主義時代）は、自然の摂理であると受け取られ、『万国公法』の説く「万国並立」「万国対峙」という理念は建前に過ぎないといったシニカルな受容をもたらした。
以後、西欧と同じ「文明国」（＝富強国）とならなければ、不平等条約を解消し、「万国公法」の恩典には与れないという考えが広がっていき、西欧列強をモデルとした富国強兵改革が推進される思想的要因となった。

### 影響

#### 並存相剋から華夷秩序消滅へ
南京条約の締結によって中国に条約体制がもたらされたが、正確にはそれにより冊封や朝貢といった華夷秩序が一度に崩壊したわけではなく、しばらくの間華夷秩序と条約体制は相剋しつつも並存することとなった。欧米諸国とは条約を基礎とした関係（外交を担う役所総理衙門の設置や公使の相互派遣）を結ぶ一方で、清朝は朝鮮やベトナム、琉球といった周辺のアジア諸国とは旧来の華夷秩序を温存し、それを恒久的に維持しようとした。
しかし中国に対し冊封・朝貢を行っていた周辺諸国も、次第に欧米列強の植民地へと変えられていき、また清朝自身もロシアの伊犁地方占領や清仏戦争、日本の台湾出兵、日清戦争などアヘン戦争以降の度重なる列強からの外圧にさらされた。下関条約（1895年）によって、最後の朝貢国朝鮮が華夷秩序から離脱したことにより、中国を中心として機能していた華夷秩序は消滅した。

#### 中華思想の変容（世界観の変容）

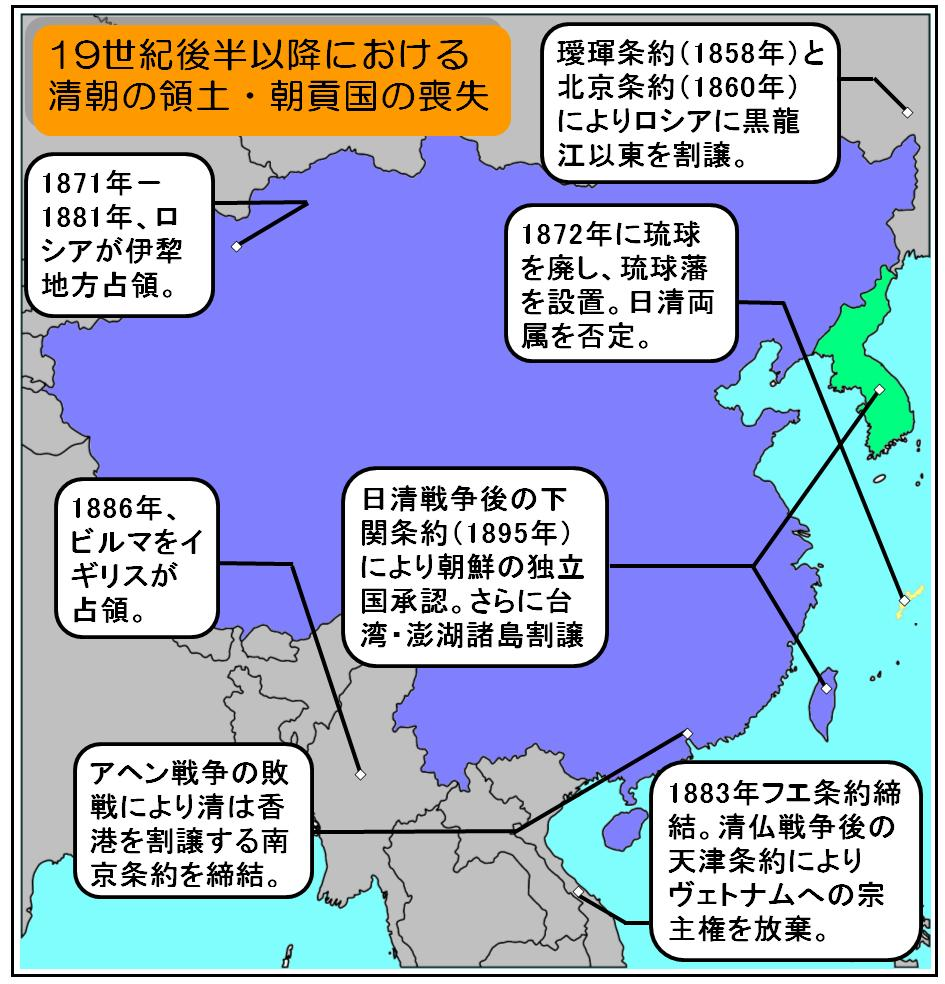
19世紀半ばから、次々と清朝の朝貢国は欧米や明治日本によって植民地化・内地化されていき、華夷秩序は瓦解していった。

華夷秩序の崩壊は、その思想的根拠たる中華思想にも変容を迫った。
中国での『万国公法』の受容速度は、非常に緩慢であった。その理由としては、まず西欧列強に都合の良い運用（外圧正当化）がされたことによって、『万国公法』への根強い不信感が中国側に植え付けられ、その心理的抵抗からスムーズな受容がなされなかったという点が挙げられる。
次に『万国公法』翻訳の動機にも原因の一端がある。当初中国側の意識では、『万国公法』の翻訳によって中国がただちに国際法制約下に入ることを意味するものではなかった。中国側の認識では条約体制は、それまであった朝貢や互市といった華夷秩序の一部が変形したものとしか考えておらず、国際法もほんの一部分の特例に過ぎないと捉えていた。たとえば『万国公法』の翻訳認可を上奏した恭親王奕訢は、西欧列強側の外交要求を論破する根拠として『万国公法』を求めていたにすぎない。上奏文には以下のような箇所がある。
| 「                                                                                    | われわれの意見では、この外国の『律例』（後の『万国公法』）という書物は、中国の制度とつきあわせますと、もとよりぴたりと合うものではありませんが、役に立つところもございます。今年、プロイセンが天津でデンマークの船舶を拘留した事件で、われわれはひそかにこの『律例』にある文言を使って、プロイセン側と論争してみましたところ、プロイセン公使も即座に誤りを認めて、唯々諾々としたがいましたが、これなどその好例でございましょう。そこでわれわれは協議のすえ、銀五百両を支給して、刊行後は三百部をわが総理衙門に献呈するよう、申しつけることにいたしました。外国の駐在領事を説伏する方法が載っており、有益だからです。 | 」 |
| —訳文は村田雄二郎編『新編原典中国近代思想史2 万国公法の時代』岩波書店、2010、24頁より | |    |

不平等条約における片務的最恵国待遇についても、当初は不平等であるという意識すらなく、「一視同仁」（中国はそれ以外の夷狄を平等に扱う）という儒教的観点から中華が夷狄に与える恩恵と考えていた。また、領事裁判権も「華夷分治」（中国とそれ以外の夷狄に対して別の法制を適用する）という観点から、唐や宋がアラビア商人の居留民に対して彼らの法（イスラム法）に基づく司法権を認めた先例と同じように各条約港における夷狄との紛争を避けるための手段として歓迎する意見すらあった。中国側の抱く中華思想的な国家概念には国家主権に相当するものが存在せず、代わりに王朝（体制）の永続性に重きが置かれていた。従って、不平等条約によってもたらされる国家主権の喪失や侵害が、王朝の存続に重大な支障を与えない限りは中国側にとっては許容範囲とされていたのである。
このように中華思想的な発想がすぐさま清朝首脳部から一掃されたわけではなく、むしろ中国を特別な存在として国際法の適用外であることを当然としていた。『万国公法』の翻訳を共に求めながら恭親王奕訢と訳者マーティンの思惑は、ひたすらすれ違っていたといえる。
しかしアロー戦争の後、欧米人たちが中国国内に植民地や租界を設け、貿易や布教のために内地へ進出するようになると様々な問題が持ち上がるようになった。たとえば教案というキリスト教が原因で発生する事件が、各地で頻発して中国側の地方官を苦悩させるようになり、それは海岸線から遠く離れた任地の地方官といえど例外ではなかった。チベット方面から訪れる欧米人もいたためである。このようなトラブルでは、常に国際法や条約を楯に有利に事を運ぼうとする列強との交渉に、中国官僚は神経を尖らせる必要があった。このような行政上の苦悩が『万国公法』受容の下地となっていった。
また徐々に南京条約をはじめとする諸条約は天朝が夷狄に与える恩寵であるというよりも、むしろ不平等条約であるということも意識されるようになり、その改正が外交目標となっていった。中国が国際法圏外であることは非常に不利であるという認識が一部の改革派官僚や知識人の間に見られるようになる。国際法圏外であると自認することは、教案解決や条約改正のテーブルにつくことを自ら阻害した。外交官として活躍した薛福成は、『万国公法』を全国の地方官に広く配布することを提言し、「中国の公法の外に在るの害を論ず」という論説を発表している。
中国を国際法下に位置づけようとする外交的努力は、やがて西欧諸国の中に夷狄とは異なる「文明」的な要素を見出させた。それまで西欧列強が中華思想的に見て夷狄と断定されていたのは、礼や徳よりも力や利を追求することに重きをおき、無秩序に争いをしかけるというイメージが先験的にあったためである。しかし『万国公法』を読むことによって、あるいは駐在公使として直接海外に赴く人が増えたことで、西欧諸国間にも徳に基づくルールが存在するのだという認識が徐々に広まっていった。すなわち「万国公法」の「公」とは、諸国家よりも上位にある、公平かつ公正な徳であって、まさにそれ故に普遍的なルールとして受け取られたのである（茂木2000）。そうした国際法を肯定的に捉える受容は、洋務運動時期にはまだ少数であったが、それは中国を唯我独尊的な存在と自認する中華思想とそれに基づく華夷秩序が動揺し、変化させられていく契機の一つだったといえる。『万国公法』の存在は中国を中華思想的観念から脱し、万国の中の一国であるという認識へと向かわせるのに大きな役割を果たした。

## 日本 ―周辺諸国への伝播 1―

### 『万国公法』の受容

#### 『万国公法』伝来

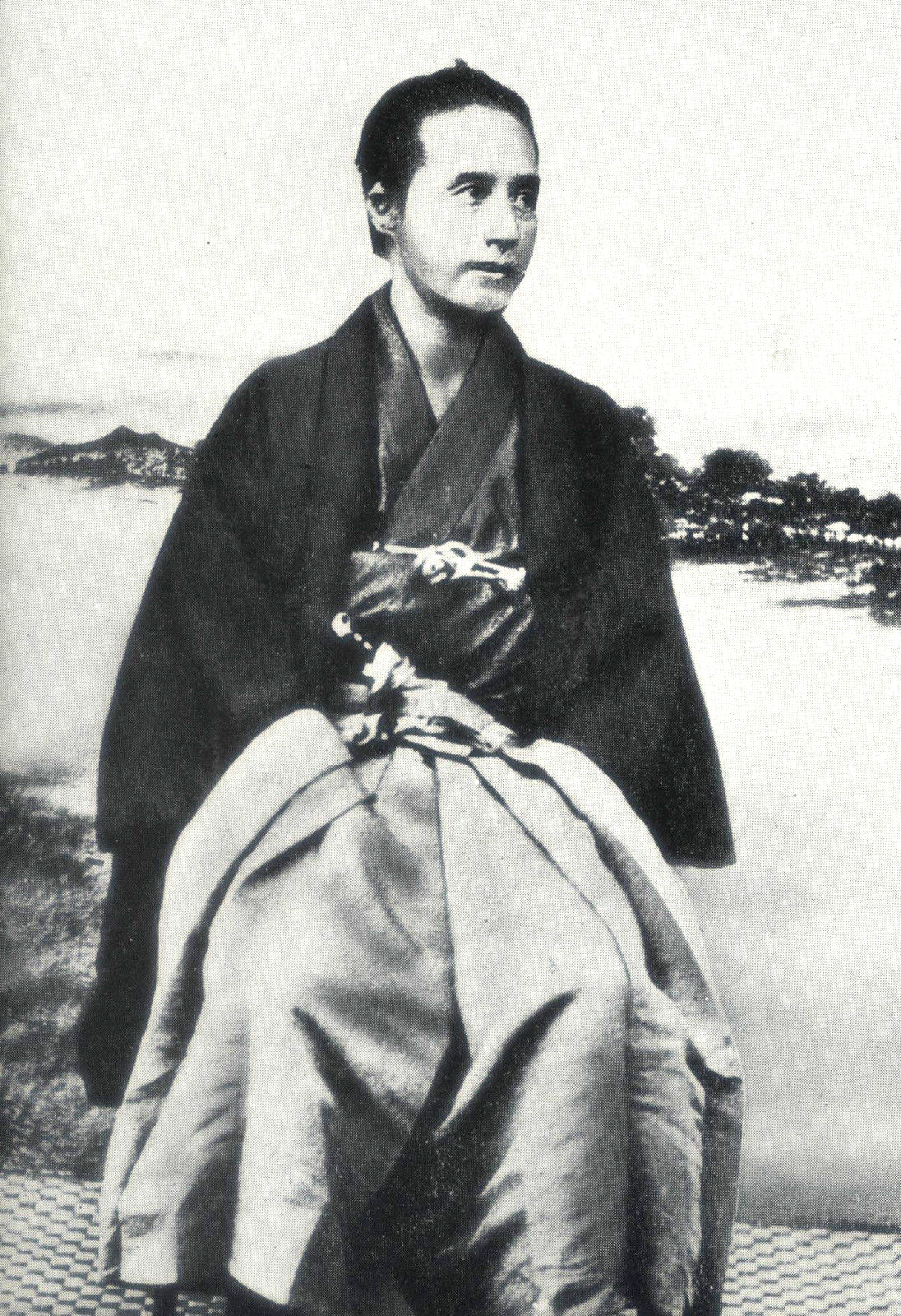
『万国公法』普及に関わった勝海舟

マーティンの漢語訳『万国公法』は中国で刊行後すぐ幕末の日本にもたらされ、以後大きな影響を日本史に与えている。伝来したと思われる1865年・1866年の両年に限っても、幕末・明治維新に活躍した幾人もの著名人が『万国公法』の輸入に素早い反応を示した。たとえば安井息軒門下の米沢藩士雲井龍雄が横浜で購入し、勝海舟が松平春嶽に貸し出している。また海舟の弟子坂本龍馬は『万国公法』翻刻を計画している。仮に『万国公法』の中国での刊行が1865年1月だとすると、一年を経ずして日本に伝わり憂国の志士たちに読まれていたことになる。そして需要の拡大により中国からの輸入だけでは需要をまかなうことができなかったため、すぐに『万国公法』の「海賊版」が日本で作られるようになった。
その日本での最初の翻刻は江戸幕府の洋学教育機関であり研究機関であった開成所でなされている。つづいて漢語を日本語に重訳した堤殻士志（つつみこく しし）訳の『万国公法訳義』や重野安繹訳の『和訳万国公法』が刊行された。またホイートン原著から直接訳した瓜生三寅訳『交道起源 一名万国公法全書』も出た。幕末から明治初期にかけて、「万国公法」ということばをタイトルに持つ著作は上記以外にもいくつか刊行されたことから、その影響のほどがうかがえる。
日本において『万国公法』の影響は、このように素早くしかも大きなものであった。この点につき穂積陳重は「識者は争うて此書を読むが如き有様であった」（『法窓夜話』）と記し、あたかも経典のような権威をもって『万国公法』が読まれたと述べている。

#### 自然法的理解の強調
しかしこの経典の如き扱いにもかかわらず、日本における国際法の理解が急速に進んだかといわれれば疑問とせざるを得ない。『万国公法』の日本における受容は、中国のそれ以上に自然法的性格が強調された理解が一般に通行した。一例を挙げるとさきに挙げた『万国公法訳義』は「（万国）公法は恕の道一筋のみ」と「公法」を定義する。この「恕」とは『論語』里仁編に登場することばであり、他者に対し自分のことのごとく思いやることを意味し、儒教倫理における基本概念である。すなわちこの一文は他国を自国の如く思いやることを説いていることになり、ルールとしての法が道徳倫理的に理解受容されたことを意味しているのである。

#### 新漢語
『万国公法』は多くの新漢語を日本にもたらした。知識人のみならず、下で触れるように教育分野でも教科書として採用されたため、新語の定着を促したと思われる。
『万国公法』に由来すると思われる新漢語は多数ある。この場合の由来とは、必ずしもマーティンたちが新造したことに限定するものではなく、中国古典等に使用されていた熟語を法律用語に転用し、表記は同じでも意味が変容されているものも含んでいる。たとえば「公法」ということばは『韓非子』有度篇にも確認されるが、“International Law”という国際法の意味で使用したのは『万国公法』に始まる。現在まで使用されているものの代表例には以下のような熟語がある（松井1985）。
国債・合邦・自主・戦利・特権・平時・民主・盟邦・野蛮・越権・海峡・各処・過大・慣行・管制・急行・強制・共用・協力・君権・現今・現在・合法・公約・誤解・国会・私権・実権・実務・首位・主権・上告・商事・聖書・専権・全国・戦時・戦前・船内・全廃・属地・奪回・直行・特約・突然・物件・砲弾・某国・例外・聯邦・権利etc。
明治初期の法律用語の翻訳は、津田真道・加藤弘之・箕作麟祥・西周の四人によって進められたが、彼らが参照したのが『万国公法』であった。彼らは当時明六社の同人であり、社会に大きな影響力をもっていた。そして彼らが訳語を自らの著作の中で積極的に使用することで『万国公法』の新漢語定着に寄与したのである。

### 幕末・明治史における『万国公法』と国際法
『万国公法』の伝播という事件は、西欧法思想に留まるものではなく、以下に見るように幕末・明治初期に大きな影響を与えている。

#### 幕末
日本最初の翻刻である開成所版『万国公法』は、西周が訓点を施したものである。その西周はオランダに留学して国際法を学び、1865年に帰国している。こののち幕府開成所教授の職に就いていたが、1867年に改革案として「議題草案」・「別紙 議題草案」を提出した。この後者において「万国公法」という字句が登場している。これら改革案は徳川家中心の政体案であり、且つ三権分立を取り入れたもので、大政奉還後の展望を示したものである。ただ翌月には王政復古の大号令が発せられ、草案が日の目を見ることはついになかった。
また薩長が攘夷論から開国論へと対外政策を転換する契機ともなった。『万国公法』は、国際社会が遵守すべき法規として受け取られ、また理念として世界中の国家が平等である権利（「万国並立の権」・「諸国平行の権」）を有することを説いていた。このような万国公法の内容が広く知られるようになったことは、薩摩・長州ら維新政府側が、江戸幕府が締結した不平等条約を継承することへの弁明や攘夷論者の説得（＝開国論の正当化）に根拠を与えた（吉野1927、尾佐竹1932、山室2001）。
なお、攘夷論を否定されるに至った国学者たちは『万国公法』をどのように受け入れたのか。大国隆正は「新真公法論」を著し、人間にも国家にも善悪本末があるのに全ての国家が平等であると言うのは道理に反する。正しい公法とは優れた国の君主を万国が仰ぐことで成り立つのであり、それこそが神代から続く日本の天皇であるとする。反面、「万国公法」は儒教的な華夷秩序を否定していることには評価して、世界が日本の天皇を理解するまでは当面「万国公法」に従うべきであるとする。八田知紀・竹尾正胤ら同時代の国学者（特に平田派）においても、日本の神々を世界の創造主として捉える立場から日本と天皇の優越を否定する「万国公法」を否定して日本と天皇を頂点とする新たな「公法」を創造したいとする意欲を示す一方で、開国および文明開化の流れに直面する中で中国中心の華夷秩序の否定のために「万国公法」の一時的追認を行う態度を示したのである（三ツ松、2016）。

#### 明治新政府の布告への影響
『万国公法』は、また一方で維新政府の国家体制設計に際し、大いに参照されている。

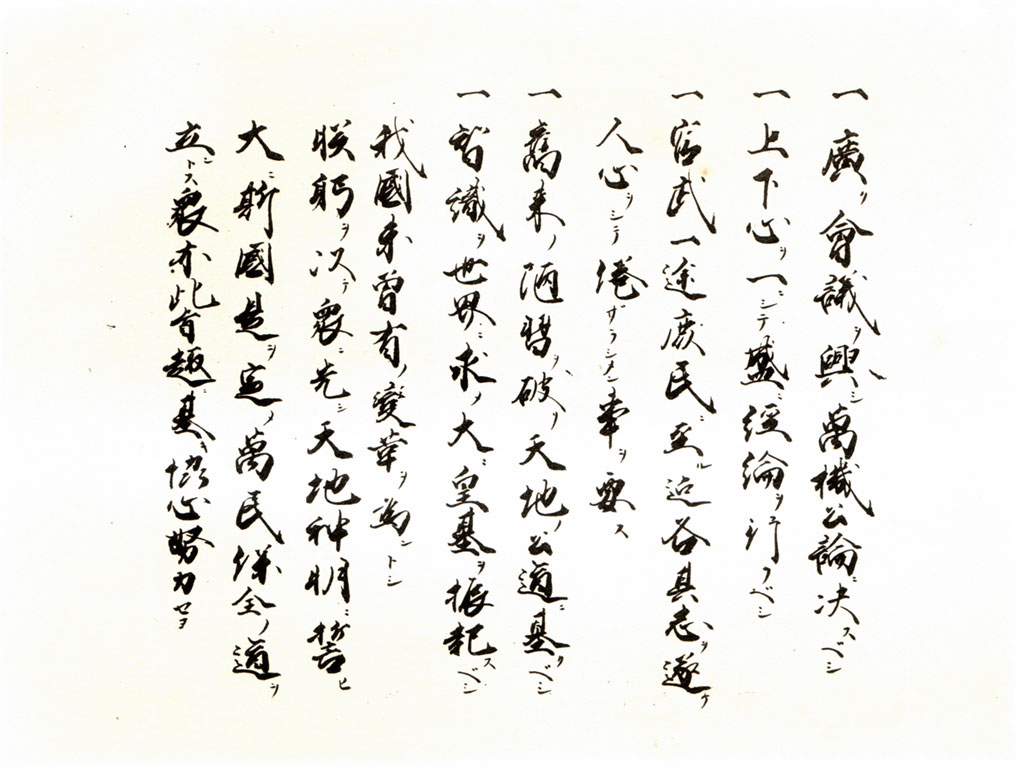
五箇条の御誓文

まず明治政府の基本方針として示された五箇条の御誓文に、『万国公法』の影響が認められる。五箇条の一つ「旧来の陋習を破り天地の公道に基くべし」、及びその原案「旧来の陋習を破り宇内の通義に従ふへし」に使われていることば「天地ノ公道」・「宇内の通義」は「万国公法」（国際法）の意味だとされる。
また1868年にだされた政体書は、日本の国家体制を規定しようとした、いわば維新政府の青写真・計画書であるが、その構想とは太政官をトップに、議政官（立法）・行政官（行政）・刑法官（司法）を配置するもので、三権分立思想を取り入れている。この政体書第11条を書くに当たって参照されたのが『万国公法』第一巻第二章第二四節及び第二五節で、そこではアメリカ合衆国憲法やスイスの国会権限について部分的に訳され、紹介されている。政体書第11条は、アメリカを例にして連邦政府による連邦内の小政府の権限制約について解説した箇所であるが、これを政体書に取り入れることで中央集権の法理導入の根拠としようとしたものである。というのも当時の江戸幕府倒壊直後の日本は諸藩割拠状態であって、諸藩をどのようにまとめ上げて統一国家とするかという点において、国家スタイルとして連邦制が妥当と考えられた。この時点では連邦型国家の中でも、ドイツ連邦のような分権型国家か、あるいはアメリカのようなより中央集権を強めた国家とするかという二つの選択肢が考えられていた。政体書起草者たちは同じ連邦国家でもより中央集権的なアメリカ型を選択し、その際『万国公法』を参照したのである。結果的にはその後の紆余曲折を経て廃藩置県により連邦国家アメリカ以上の中央集権国家となったが、政体書作成当初はそこまでの展望は開けていなかった。そういう時に『万国公法』は国家体制のプランを練る上で指針とされたのである。
さらに民衆向けに掲げられた五榜の掲示（第4札）にも「万国の公法」という字句が登場し、外交は朝廷が担い、条約を遵守するので、庶民は外国人に不法なことをしないようにと命じている。

#### 教育方面
幕末、『万国公法』は日本各地の藩校や郷校で教科書もしくは参考書として取り上げられた。この傾向は明治になっても変わらず、1872年（明治5年）の学制公布時にやはり採用されている。小学校では『万国公法』の一部を抜き出し「読み方」の授業の教材としている。大学においては国立大・私立大を問わず学ぶべき学科として位置づけられ、『万国公法』や他の国際法解説書によって近代国際法が学ばれた。

#### 『万国公法』の活用事例

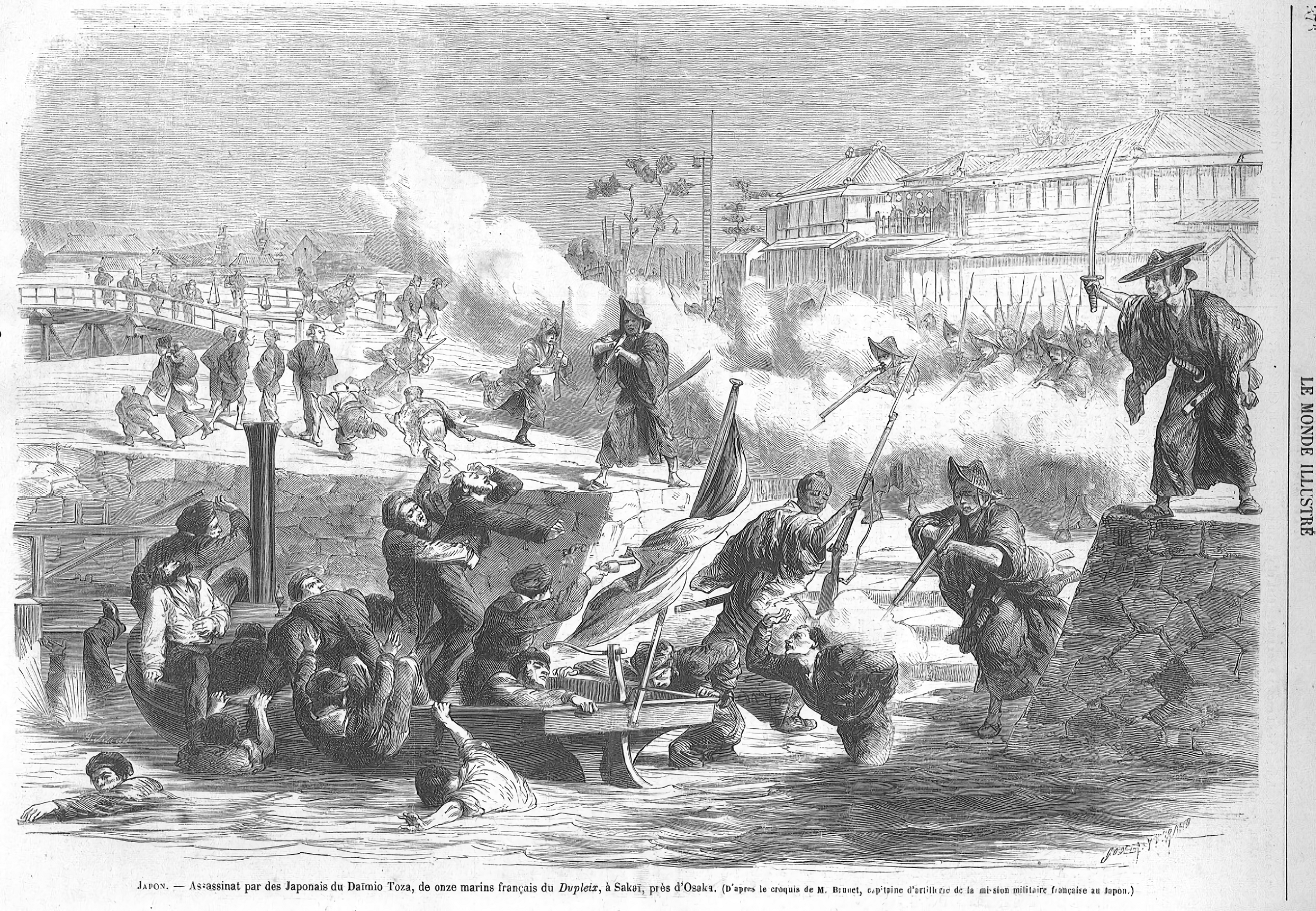
堺事件, Le Monde Illustré, 1868.

幕末・明治初期において『万国公法』はよく新たな権威の源として参照・利用された。当時攘夷思想によって欧米人を襲撃する事件が多発し、神戸事件や堺事件、京都事件がその代表例であるが、これらの事件は「万国公法」の名の下に外国人を殺傷した日本人を極刑としている。『万国公法』では個別の事件については特に触れておらず、その名の下に裁かれること自体、実は非常におかしいことであるが、注目すべきなのはそうした無理を「万国公法」という名によって正当化できた点であって、当時における「万国公法」の威名がいかほどであったかがこれらの事例からうかがえる。
以下、「万国公法」の威名が影響した事件・事象を一部列挙する（安岡1998）。
1. 外交使節の天皇謁見
外国公使などが赴任した場合、君主に挨拶することが国際上慣例となっていたが、当初天皇や公家たちは及び腰であった。しかし1868年、松平慶永らが「万国公法」を根拠に謁見を許可するよう上奏し、フランス・オランダ両公使の参内謁見がかなった。
2. 徳川慶喜らの処遇
戊辰戦争のさなか、西郷隆盛らはパークスなど外国公使に徳川家を戦後にどう処遇するか、何度も意見を尋ねている。日本側・外国公使側とも「万国公法」ということばを用いて会話・書簡のやりとりしており、国際法に非常に注意を払っていた。たとえばパークスは慶喜が亡命を希望した場合、それを受け入れるのも「万国公法に御座候」と答えている。
3. マリア・ルス号事件（1872年）
奴隷貿易を未然に防いだとされるこの事件では、日本の姿勢を批判するペルー政府が「万国公法」に則って賠償を求めたが、日本側も「万国公法に拠」って反論し、最終的にロシアに仲介斡旋を依頼することとなった。

これまで見たように「万国公法」は対外折衝において、依拠すべき根拠として利用されてきた。しかし明治日本の最終目標は、個別の外交案件において他国よりも優位に立つことで事足りるものではなく、条約体制に順応することで、かえって西欧「文明国」クラブ間だけに平等を限定するという暗黙の国際法ルールを打破し、それらと同等の権利を勝ち取ること、単純に言い換えると不平等条約を解消して日本を「文明国」に格上げすることであった。日本の幾度にもわたる条約改訂交渉はそのために為されたものであった。

### 主要刊本
日本は中国における西欧学術書翻訳に対し、国際情報源として非常な注意を払っていたが、『万国公法』が中国で刊行後すぐ日本にもたらされたのもそのためである。『万国公法』は開成所で刊行された後も諸藩で訓読本や和訳本など、様々なバージョンが翻刻されていった。このような「万国公法」ということばを冠する著作の多さは、近代国際法受容の早さとそれが広範囲にわたったことの傍証といえる。主要なものは以下のとおりである。

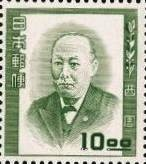
西周。1952年1月31日発行の切手より

#### マーティン版『万国公法』系統
1. 開成所（西周訓点）『万国公法』全6冊、老皀館、1865年
巻数などの体裁そのままに翻刻された日本最初の『万国公法』。翌年には将軍徳川家茂に献呈されている。この翻刻が与えた歴史的影響は非常に大きく、ある研究では「此書は維新当初の開国方針を決するに重大なる参考書となり、また経典の如き権威を以て読まれた」と評している（尾佐竹1932）。この開成所版は、もとの『万国公法』に訓点を設けたものである。
2. 呉碩三郎・鄭右十郎共訳、平井義十郎校閲『和解万国公法』、1868年
訳者・校閲者たちは長崎唐通事出身。この本は刊行されなかったともされるが、写本が残っており流通していたことが分かっている[17]。
3. 堤殻士志訳『万国公法訳義』御用御書物製本書版、1868年、全4冊、
開成所版は漢語訳版に訓点を設けただけであったが、それを和訳（仮名文）することでより読みやすくしたのが本書である。ただ全訳ではなく、マーティン本の中途（第二巻二章十三節）までしか訳されていない。また日中両国は同じ漢字を使用するが、この本ではマーティンの訳語をそのまま移入せず、独自の訳語を採用した箇所がかなりある。たとえば“God”をマーティンは「上帝」としているが、この書では「造物者」と直している。このようにマーティンの訳に訂正を試みようとしているものの、「この法は天地の常理なれば、これに遵えば天地和合の気を受け無事なるべし」という風に、マーティンよりも国際法を自然法的に解釈している。
この書は御用御書物製本書版以外にも京都書林版・山城屋版などの異本が存在しており、そのことから普及したことがうかがえる。
4. 重野安繹（鹿児島藩）訳注『和訳万国公法』全三冊、1870年
これもマーティン本の第一巻二章までを訳した重訳本。時折重野の注釈が付されている。この書も自然法的理解が濃厚である。書中、重野の注釈には荀子や揚雄、韓愈といった儒者たちの論を引用し、儒教的な教えに引きつけて国際法を解釈していく。中には「按するに、虎哥か此の論、孟子の性善良知の説を本とし、終に王陽明か心を師とするの論に帰着す」（加筆者訳：思うにグロチウスのこの論は孟子の性善説・良知の説を基礎として、最終的には王陽明が説く心即理の説へと到達するものである。〔注：原文の片仮名は平仮名に変換〕）というように、グロチウスの自然法に関する説明部分では陽明学と同一視する部分すらある。
5. 高谷龍州註釈・中村正直批閲及び序文『万国公法蠡管』（ばんこくこうほうれいかん）全八冊、済美黌、1876年
重野本同様、マーティン本の訳注本である。重野本より注釈は多く、訳語に苦労したことがうかがえるが、内容は凡庸と評されている（住谷1973）。むしろ中村正直の序文から、彼の国際法観が自然法的なものであることがうかがえる点が興味深いとされる。

#### 非マーティン版系統
ここでいう「非マーティン版」とは、ヘンリー・ホイートン本を原著とするものの、直接翻訳するなどして、マーティン本を経由していないものを指す。
1. H.ホイートン著・瓜生三寅訳『交道起源 一名万国公法全書』京都竹苞楼、1868年
この本の訳者瓜生三寅は、マーティン版『万国公法』に批判的で、原著から直接翻訳し、タイトルも“International Law”の訳語として「万国公法」を使用せず「交道」ということばを採用している。ただすでに「万国公法」ということばが一般的であったので「一名万国公法全書」という文言をタイトルに挿入している。訳されているのはホイートン原著の第一部一章十二節までの部分のみである。
2. H.ホイートン著・大築拙蔵訳『恵頓氏万国公法』司法省、1882年
この書は当初全二冊で、1875年に出版された。1874年の台湾出兵の後に国際法の戦争規定に関し、情報収集と理論武装の目的で訳されたものである。したがって1875年の段階では『万国公法』の交戦規定の部分のみを抽出翻訳している。翌年全訳を完成させたが、刊行は1882年までされなかった。

#### 非ホイートン系統
非ホイートン系統とは、「万国公法」の名をタイトルに冠していても、ホイートン本を原著としない、別の国際法学者の著作を訳したものである。マーティン本の成功により、「万国公法」ということばが一般化し、書名にこのことばが採用されるに至った。
1. フィッセリング口述・西周訳『和蘭畢洒林氏万国公法』官版書籍製本所、1868年
この『万国公法』は、ホイートン本ではなく、オランダの国際法学者フィッセリング (Simon Vissering, 1818–1888) に基づいたものである。西周は オランダに留学してライデン大学のフィッセリングに直接教えを受けており、その講義を書きとめ翻訳したものが本書である。この書は本来、幕末に将軍徳川慶喜の命でその訳していたもので、ほどなくして起こった鳥羽・伏見の戦いの最中に紛失したものだった。しかし幸運にもその写本が残っており江戸で刊行された。実は西自身は紛失されたものと思っており、この書は西のあずかり知らぬところで勝手に出版されたものである。故に推敲が十分でなく、後で知った西は自らの名前を冠したこの本に対し非常な不満を漏らしている。
日本において『万国公法』理解が非常に自然法よりであったことは、すでに示したが、この西周本は実定法に依拠した国際法概説書であった。
2. セオドア・D・ウールジー著・箕作麟祥訳『国際法 一名万国公法』全五冊、弘文堂、1873年〜1875年
ウールジー (Theodore Dwight Woolsey, 1801–1889) はアメリカエール大学の法学者。この書は Introduction to the Study of International Law (1860)の翻訳書。現在日中両国で使用されている“international law”の訳語として「国際法」を最初に使用した書である。ただ翻訳後もしばらくは「万国公法」の方が優勢で使用され続けた。「国際法」という訳語が定着し始めるのは、1884年になって東京大学が学科の名称を「国際法」に変更して以降である。なおこの「国際法」という訳語は中国にも伝播したが、それは日清戦争後に訪れた日本留学ブームによって、大量の留学生が来日し、日本の著作を漢語訳した際、そのまま使用したためである。
このウールジーの著作は、実はマーティンも『公法便覧』（1877年)というタイトルで翻訳している。すでに箕作本が有ったにもかかわらず、マーティン本に訓点を施したものが『訓点公法便覧』（1878年）として刊行された。後にこの書を用いて西村茂樹が1889年、明治天皇に進講している[注釈 21]。これらによりマーティンの日本における盛名がうかがえる。
3. ジェームズ・ケント著・蕃地事務局訳・大音龍太郎校正『堅土氏万国公法』全一冊、蕃地事務局、1876年
ジェームズ・ケント (James Kent, 1763–1847) はアメリカの法学者、「堅土氏」は「ケント氏」の意味。原著は Commentaries on International Law Ed. by Dr. Abdy 2nd (1878)。これも台湾出兵のために訳出された書である。
4. ヘンリー・ウェイガー・ハレック著・秋吉省吾訳『波氏万国公法』全六巻、有麟堂、1876年
ハレック (Henry Wager Hallec, 1815–1872) はアメリカの戦時国際法の大家。また、南北戦争時にリンカーン大統領の軍事顧問的立場にあった軍人。「波氏」は「ハレック氏」の意味。『波氏万国公法』は、彼の著書‘Elements of International Law’(Philadelpia, 1866) を訳したもの。
5. オーガスト・ウィルヘルム・ヘフター著、荒川邦蔵・木下周一共訳『海氏万国公法』全一冊、司法省蔵、1877年
ヘフター (August Wilhelm Heffter, 1796–1880) はドイツ人。この書は‘Das europaische Volkerrecht der Gegenwart auf den bisherigen Grundlagen’を翻訳したものである（住吉1973）。

### 『万国公法』受容の変化
『万国公法』（と近代国際法）は、当初こそ守るべき国際信義・自然法的規范として理解・受容がなされたが、次第に国際社会における弱肉強食を正当化するものだという認識が広がっていった。これは、国際法が存在してなお、拡大し続ける植民地分割競争が激化する矛盾が背景にあった。

## 朝鮮 ―周辺諸国への伝播 2―

### 『万国公法』の伝来
朝鮮半島に『万国公法』がもたらされたのが史料上で明確に確認できるのは、1877年12月17日である（田保橋1940）。この日花房義質が『万国公法』と『星軺指掌』を朝鮮側に寄贈し、同時に国際法の説明をしている。当時日朝修好条規締結で解決できなかった両国公使の相互派遣・駐在について、日朝間の見解が衝突していた。東アジアにおける伝統的な華夷秩序、朝鮮では事大体制というが、に留まることを望む朝鮮側と条約に基づく国際関係を求める日本側では公使派遣をめぐっても対立していたのである。朝鮮側の姿勢を少しでも和らげようと花房が持ち出したのが『万国公法』であった。公使交換が西欧の条約体制下では常識であることを説明するためである。
ただ「万国公法」ということばは、1876年12月の時点で使用されており、韓国の研究者の間では花房によってもたらされる以前に、すでに伝来していたと推測する論者もいる（李1982、金容九1999、金鳳珍2001）。
朝鮮にもたらされた『万国公法』は、日本経由であれ、直接中国からであれ、それは中国で刊行されたときのまま漢文で表記されたものであった。朝鮮において知識人は、日本でもそうであるが、漢文の読み書きに堪能であって文章として理解する上で困難といえるものはなかったのである。

### 受容とその反応

#### 初期

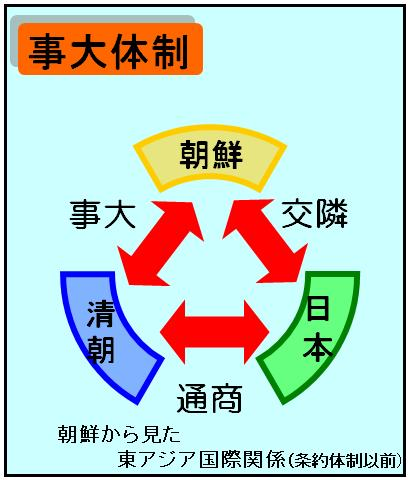
事大交隣体制

朝鮮における国際法の受容は中国同様ゆるやかであった。1910年になるまで朝鮮語に翻訳されたものは刊行されなかったが、日本がすぐ反応して多くの読者を獲得し、同時に翻刻・和訳・注釈と様々なバージョンが生み出されていったのとは好対照といえる。仮に韓国人研究者たちが考えるように『万国公法』が中国で公刊されてすぐ伝来したのだとすると、1877年までの間表面的には国際法に対応しようとする積極的な動きがなかったことになり、その対応の緩慢さは一層際だつことになる（金容九1999）。その背景にはいくつかの理由がある。まず西欧の事物への拒絶があった。しかし単にそれだけでなく朝鮮側の取った外交戦略も一因であった。朝鮮は、対西欧外交では宗主国清朝を前面に立てることで直接列強と対峙しないですむようなスタンスを可能な限り取り続ける外交戦略を選択した。直接対峙による国力消耗を避けるためである。また中国同様、朝鮮でも列強の砲艦外交とほぼ同時に「万国公法」がもたらされたため、それへの不信の念がなかなか払拭されず、受容の遅れにつながったためでもある。
そうした姿勢が徐々に受容の方向へと変化しはじめたのは、国際情勢が緊迫の度を増した為である。先述したように朝鮮ははじめ華夷秩序に留まることを選択したが、しかしその中心に位置する清朝自体が近代国際法に対応した動きをし始めるようになる。琉球・台湾・ベトナムなど朝貢国（あるいは「属邦」・「藩属国」ともいう）と言われる地域が華夷秩序から離脱したことにより、清朝は遅まきながら国際法への対応を開始し、朝鮮を近代国際法下における従属国に位置づけ直そうとし始めたのである（岡本2004、並びに2008）。
これは明治日本の外交攻勢が大きな要因となっている。1876年に日朝修好条規が締結され、朝鮮は条約体制に参加することとなった。ただ朝鮮側としては、それまでの日本との交隣関係を明文化したとの捉え方で、華夷秩序から条約体制に乗り換えたつもりはなかった。朝鮮最初の条約が不平等条約であったのは、日本側の砲艦外交の結果でもあるが、国際法や条約体制に関し、朝鮮側が関心を払っていなかったことも要因である。一方日本は第一条に「朝鮮国は自主の邦」と挿入し、朝鮮を清朝の影響から切り離し独立国として認知しようとした。これが刺激となって、朝鮮を華夷秩序内にとどめようとする清朝と、条約体制の中に引き込み、その上で自らの勢力下に置こうとする日本の間に確執が生じたのである。清朝は最後の朝貢国朝鮮を失うことのないよう次第に朝鮮の内政外交に積極的に介入するようになった。当初、李鴻章が書簡を送った朝鮮政界の大物李裕元は頑なにその国際法受容を拒んでいる。しかし条約締結後に実施された日本への数度の視察団派遣、特に二回目に派遣された金弘集は、東京において何如璋・張斯桂・黄遵憲ら駐日清国公使たちと面会し、開国と西欧各国との条約締結、貿易を勧められ、大いにその影響を受けた。なお張斯桂は『万国公法』の序文の一つを書いた人物である。金弘集は何如璋らの説得に心を動かされ、その意向を朝鮮へ帰国した後に高宗や官僚たちに伝えた。同時に『万国公法』を含む西欧について書かれた著作（西学書）への関心が徐々に高まっていき、開化派と呼ばれる開明的な一派も形成されていった。
さらに清朝が朝鮮とアメリカとの条約締結を仲介・斡旋した結果、米朝修好通商条約が1882年に批准された。これは朝鮮が日本やロシアによって侵略されそうな場合、アメリカなどの介入を期待すると同時に、朝鮮が清朝の属国であること（宗属関係の確認）を条約によって明確化させる目的で為された。ただ後者はアメリカの拒否にあい、条約そのものではなく照会文で言及されることになった。

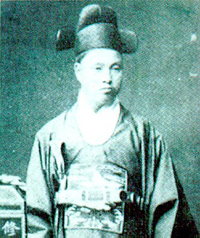
金弘集

『万国公法』の影響が見られるのは、駐日清国公使と金弘集の会談においてである。何如璋らはアメリカと条約を締結することを、近代外交で主流だった「勢力均衡」 (Balance of Power) の側面から説得したが、その出所は『万国公法』第一巻の「均勢の法」に拠るとされる（徐2001）。さきの米朝修好通商条約の第一条には「周旋条項」（朝鮮が他国との紛争が起こった場合、アメリカが仲裁することを定めた条項）が挿入されているが、これは勢力均衡を条文化したものといって良い。金弘集はこのとき朝鮮側副使として参与している。しかし『万国公法』とその「勢力均衡」思想が、朝鮮の開国方針と条約に影響を与えたことは明らかである。
このような開国への政策転換に対し「衛正斥邪」思想を持つ保守官僚から激しい反発が起こり、1882年には儒者たちによる反対運動も起きている。保守派の上奏文の中には『万国公法』をはじめとする西学書の廃棄・焚書を求めるものや、『万国公法』を異教の邪書と名指しするものもあった。もっともこのことから開国政策以後、『万国公法』が保守派の反感にもかかわらず、認知度を高めていったことがうかがえる。

#### 両截体制（1882–1892）
日朝修好条規締結以後、日本の朝鮮政治への介入が露骨さを増すと、それに比例して日本への反感が増加した。その一つの頂点が壬午事変（1882年）・甲申政変（1884年）である。事件そのものはすぐ鎮圧されたが、これ以後日本の影響力は減少し朝鮮の近代化は清朝の指導を仰ぎながら推進されることとなった。すなわち「東道西器」という中国の「中体西用」に似たスローガンを掲げ、新式軍隊や外交顧問を設置し、高宗は「公法」に依拠して国際社会に参加することを宣言した。儒者たち保守層の反対上奏文もなりを潜めるようになり、逆に国際法の受容を求めるものが上奏されるようになっていく。たとえば『万国公法』などの西学書を常備した図書館兼教育機関の設置、あるいは全国への配布が官僚たちから上奏されている。
ただこのような事態は、条約体制に朝鮮が主権国家として直ちに参入したことを意味するものではない。壬午・甲申両事変の後に日本に変わって大きな影響力をもつようになった清朝が朝鮮の背後にいて、華夷秩序の「属国」から条約体制の「属国」への転換を画策していたため、この時期の朝鮮には華夷秩序と条約体制が併存する状態に置かれていた。これを「両截体制」（りょうせつたいせい）という。「両截」とは二重を意味し、過渡的な性格を持っていたといえる。
近代国際法の受容を進めた朝鮮であったが、やがて開化派の中の急進分子は積極的に華夷秩序からの離脱を模索するようになっていった。たとえば 朴泳孝らは来日した折り、在日各国公使館を巡り、清朝が介在しない形での条約締結を呼び掛けている。それは国家主権を回復し、各国に独立国として認められるための行動であった。急進的な一派が形成されるためには、ある程度の国際法や世界情勢の知識の普及が不可欠であるが、その知識浸透に寄与したのが『漢城旬報』や『漢城周報』といった雑誌・新聞（近代メディア）であった。これらは国際法の知識や実態を紹介しているが、その情報は『万国公法』や同じくマーティン翻訳の『公法便覧』、中国の諸新聞に基づいている。記事は朝鮮と清朝の関係を国際法の知識から論ずるものが多く、「独立」・「自主」・「均勢」がキータームとなっていた。周辺に西欧列強が現れ、清朝や日本が近代化するという国際環境にあって、朝鮮はいかに生存を図るべきかということが、人々の主要な関心事として浮上しはじめていたため、国際法の知識は積極的に求められていた。「両截体制」下において、『万国公法』は普及し、政局にも影響を及ぼし始めたのである。
その広がりの中で兪吉濬（유길준）のように近代国際法に非常に深い見識をもった人も現れてきた。彼の著作『西遊見聞』（서유견문）は福沢諭吉の『西洋事情』から深い影響を受けて著された啓蒙書であって、「両截体制」ということばは、この著作に由来する。この中に「邦国の権利」という部分があり、これは『西洋事情』にはない部分であるが、ここに国際法についての詳しい知識がうかがえる。それによれば朝鮮は「両截体制」に置かれているが、それでも国際法に照らした場合、独立国に位置づけることができるとする。兪吉濬はその国際法に関する詳しいことを買われて、朝鮮の外交政策に対し意見を求められてもいる。（金鳳珍2004）

#### 『万国公法』への失望
朝鮮において『万国公法』が読まれたのは、国際法における局外中立が朝鮮を取り巻く国際環境に有効ではないかと考えられたためであった。ヨーロッパではブルガリアやベルギーといった小国が大国の狭間にあって、列強の相互利益が合致しているために亡国とならずに済んでいる。このような国際情勢は朝鮮にも当てはまり、局外中立によって朝鮮も生き残れるのではないかとの希望が国際法に寄せられた。
しかし朝鮮知識人たちの希望はすぐ失望に変わる。1895年の日清戦争は、局外中立を宣言したにもかかわらず、主戦場は朝鮮半島であった。アメリカと締結した条約には「周旋条項」があったがアメリカは容易に介入しなかった。さきの兪吉濬は、条約を締結しても、その有効性は平時に限られ、戦時には空文となると述べて失望の色を隠さない。
朝鮮において国際法への信頼性は下降線を辿ったものの、それを放棄する方向には向かわなかった。一部には国際法に対する根強い不信が生まれたが、他方ではむしろ国際法のダブルスタンダード的性格（「近代国際法の二重原理」）に眼が向けられ、国家が自力で自存・自立する努力をしなければ、国際法を利用することができないと考えられるようになり、以後改革に前向きな姿勢が導き出されるようになった。

## ベトナム ―周辺諸国への伝播 3―

### 東南アジアへの伝播
ベトナムにもマーティン訳の『万国公法』はもたらされた。どういう経路でもたらされたかは不明である。貿易を通じて商人から得たのか、あるいはベトナムは朝貢使節を清朝に派遣していたので、そのときに買い求めたものかもしれないと考えられている。『万国公法』の普及はその輸入した『万国公法』を翻刻する形でなされた。それは1877年（嗣徳30年）という阮朝末期にほとんど正確に復刻されている。つまり漢文表記そのままであって、翻訳ではない。ベトナムは近代まで漢字文化圏に属し、漢字ばかりでなく、科挙といった中国の諸制度を導入していた。そのため知識人層にとって漢文の読み書きが標準的素養であり、政治指導者階層への普及という点で漢文表記が阻害要因となることはなかった。中国語版と異なるのは、ベトナム版の序文が付せられていることと巻数である。中国語版の一、二巻と三、四巻をそれぞれまとめて一巻としているためベトナム版は二分冊となっている。

### 受容の背景

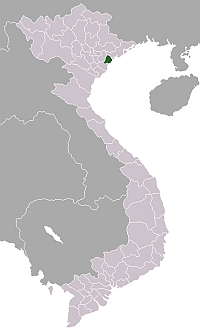
ハイフォン

復刻したのは、范富庶や阮子高、武元二、阮進らベトナム科挙官僚であった。序文を書いたのは范富庶であって、彼は海陽省総督兼総理商務大臣という肩書きをもっていた。当時海陽省に属していたハイフォンは第二サイゴン条約によって開港地に指定された港である。したがってフランスの進出著しく、地方官僚とフランス人との接触は頻繁であった地域といえる。加えてハイフォンをはじめ、ベトナム各地に設けられた税関ではヨーロッパ人がトップである税関長を占め、ベトナム人スタッフと共同運営していたが、ヨーロッパ・ベトナム間にはよく争いが生じていた。貿易に関する理解・文化が異なっていたためである。1876年には国民の海外渡航や外国人商人との貿易を解禁し、完全な開国政策を打ち出した。それに伴い、加速度的に外国人との折衝・トラブルが増加したことはいうまでもない。
開国の翌年に、海陽の官僚が『万国公法』を復刻しようとした動機は、自明であろう。それは日々発生する様々な対外案件に対し効果的な対応をするために他ならなかった（武山2003）。

### 影響について
『万国公法』がベトナムにもたらした影響については、研究上のフロンティアといってよく、詳しい研究は未だ為されていない。しかしたとえ『万国公法』を非常に効果的に活用する場面があったとしても、次第にフランス帝国主義が浸透し、最後には天津条約によって清朝がベトナムに対する宗主権を放棄したことにより、完全にフランスの植民地となったという歴史の大勢に変わりはなく、それは後世のわれわれがよく知るところである。

## モンゴル ―周辺諸国への伝播 4―
ここまで取り上げた『万国公法』はいずれも漢字文化圏に伝播したものであるが、モンゴルにももたらされ翻訳された。モンゴル国立中央図書館に収められている“tümen uls-un yerüde čaγaĴa”は、マーティン本のモンゴル語訳である。ただ第一巻一章等ところどころ発見されておらず、必要な箇所のみ翻訳したのか、単に発見されていないのかは不明である。
不明な点はまだある。翻訳者及翻訳時期も判明しておらず、かろうじて1912年末までには翻訳されていることがわかっているのみである。
モンゴルが『万国公法』を導入したのも、国際政治の動向がからんでいる。1911年の辛亥革命によって清朝は倒壊し、それまで支配下におかれていたモンゴルは同年12月1日に独立宣言をし、ロシアなどの列強諸国と直接交渉をせねばならなくなった。大国の圧力に直接さらされるようになったボグド・ハーン政権は、少しでも外交交渉を有利に進めるために『万国公法』をモンゴル語訳したと思われる。そして1912年の露蒙協定交渉では、会談が設定されたペテルブルクにまでモンゴル語版『万国公法』を持参している。
モンゴルは露蒙協定締結以後も、ロシアや中国と外交交渉を重ねていくことになるが、国際法の知識はモンゴルの外交使節にとって早急に身につけねばならないものであった。モンゴルの人々にとっても『万国公法』は必要欠くべからざる書だったといえる（橘2006）。

## 近代東アジア国際社会の変容

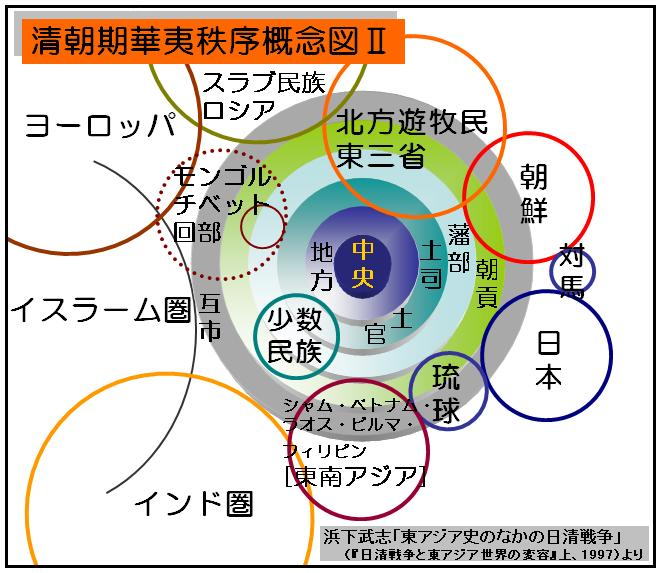
華夷秩序概念に周辺諸地域を位置づけしたもの。

これまで『万国公法』と近代国際法が各国それぞれにおいてどのように受容されたのか、及びその国内的影響を中心に記述してきた。それはどちらかといえば東アジア諸国家対西欧（文明）に比重をおいて説明してきたが、以下では近代東アジア世界全体に及ぼした影響、あるいは東アジア諸国間に生じた問題について触れる。

### 条約体制への移行 ―東アジアにおける影響―
『万国公法』の普及と、上記のような様々な事件・問題の際の近代国際法の強制的な適用と受容が、東アジア国際社会に大きな影響を与えたことは改めて強調するまでもない。具体的には以下のような影響があった。

#### 東アジア国際秩序の再編
東アジア国際秩序は、アヘン戦争以降それまであった華夷秩序から条約体制へのシフトが起こったが、清朝と欧米諸国との新たな関係がすぐに他の東アジア諸国との関係に直接的に波及したわけではない。東アジア国際秩序の再編の第二幕は、日本が条約体制に順応し、それを周囲の国に及ぼそうとしたことから開始されたのである（川島2007）。
『万国公法』などの近代国際法は、世界中の主権国家が互いに平等であり（「諸国平行の権」）、それは国家間の様々な権利と義務に基づくのだという「理念」を東アジアに伝えたが、それは華夷秩序における中国の圧倒的な優位を当然とする秩序観とは異質なものであった。しかし『万国公法』の「理念」は、西欧列強の強制という現実を伴いつつ東アジアに受容されていき、徐々に華夷秩序を覆すこととなった。
このような国際秩序変容に東アジアで最も早く順応したのは明治日本であった。倒幕時は攘夷鎖国を旗印にしながら、明治維新政府が成立すると対外的態度を一変させて開国を国是とし、条約体制に積極的に参加する姿勢を打ち出した。条約体制の到来を、華夷秩序を覆す好機として捉えたためである（川島1999）。そのために『万国公法』等の翻訳普及と、お雇い外国人からの近代国際法の知識吸収を積極的に図り、転じて「万国公法」を周辺諸国に積極的に適用していった。このことは清朝や朝鮮に対し、西欧列強による近代化・開国要求とは異なる影響を及ぼしていった。
清朝や朝鮮では、『万国公法』への不信からその「理念」に素早く共鳴することはなく、条約体制へのシフトは緩やかであった。当初は華夷秩序の堅持に努め、国際法を単なる道具としてのみ活用し、条約体制そのものには極力拒絶しようとする受容から、次第に国際法の理念をも受容する方向へと進んだ。そして緩やかなシフトは、華夷秩序と条約体制が並存する状態を東アジア国際社会にもたらしたのである。清朝は対西欧列強においては条約を締結する一方で、中国と周辺諸国の関係はこれまで同様華夷秩序における宗主国と藩属国の関係であり続けようとしたが、度重なる西欧列強との戦争によって、次々と朝貢国を喪失していき華夷秩序を維持することは事実上困難となっていった。最後に残った朝貢国朝鮮に対し、清朝は当初華夷秩序下の「属国」と近代国際法における「属国」とは異なるという主張をしたが、その説得力がないと判断するや、近代国際法的な「属国」へと朝鮮を改変しようと試み、馬建忠や袁世凱を朝鮮に派遣し、直接朝鮮国政に関与しようとした。その朝鮮も日清戦争後に締結された下関条約によって、清朝との宗主国―藩属国関係を完全否定され、華夷秩序は終焉を迎えることとなった（茂木1997、岡本2004）。

#### 国内改革の推進
『万国公法』などが説く近代国際法は、単に国際関係の変化を迫っただけではなく、国内改革の推進剤ともなった。近代国際法の完全な適用を受けるためには「文明国」と認められねばならないためである。「文明国」と認められるためには以下の条件を満たす必要があった（広瀬1978、小林2002）。
1. 主権国家であること。つまり一定程度の領域及びそこに住む人民に国家の基礎をおいた統治組織が存在し、しかも領域内では、その統治権が排他的に確立され、他国から干渉を排し独立していること（内政不干渉）。
2. 条約等の国際法を遵守する意志と能力を有していること。
3. 既存の「文明国」（すなわち西欧諸国）により「文明国」加入を支持されていること（具体的には条約改正）。

1及び2の二つとも満たさない場合、「未開国」と見なされ、その行き着く先は列強の植民地であった。前者だけを満たす場合、「半文明国」とされて国家として承認されるものの、西欧諸国と同等の扱いを受けることはできず、不平等条約（関税自主権喪失・領事裁判権及び広範な治外法権の設定等）によって著しく劣等な立場に置かれた。近代国際法は「理念」として万国平等を謳いながら、現実では非西欧諸国を差別する国際秩序を支えており、このような「理念」と現実との落差に対し、やがて失望とシニカルな感想、そして理念よりも国力を重視する姿勢が出てくることは自然であった。これまで挙げた薛福成や西周、兪吉濬といった『万国公法』に肯定的な意見を持つ人々ですら、国際法の適用を受けるためには富国強兵という裏打ちが必要不可欠であることは強く意識していたのである（金鳳珍2004）。それは非西欧諸国が主権国家となるための国内改革を推進していく強い動機となった。
さらに3の条件は、具体的には不平等条約の撤廃・平等な条約の再締結によって達成されるが、それは既存の「文明国」、つまり西欧国家にどれほど近似しているかという主観的な点から判断された。したがって国内改革の方向は必然的に西欧化の方向を取らざるを得なくなる。中国の洋務運動や戊戌変法、日本の明治維新における一連の改革、朝鮮の甲午改革・光武改革といった諸改革が、その変革に当たる。
だが、国内改革を行い主権国家としての体制を確立することと伝統的な国家観を維持しようとする既存の政治体制の努力との間には矛盾を含んでおり、それが国家体制の根幹に関わる改革を阻むこととなった。これに対して国家主権の危機をより深刻に受け止めた若い知識層を中心に発生したナショナリズムは既存の体制を根幹から否定して徹底した改革を断行する体制の確立を求めるようになる。それが日本では朝廷を擁して江戸幕府を倒幕する一方で既存の朝廷組織を解体して全く新たな明治政府を樹立した明治維新へと向かい、中国においては王朝体制の存在そのものを否定する辛亥革命へと向かうようになる。

### 日本・中国・朝鮮間の「万国公法」
近代国際法や国際情勢の要請によって、主権国家として生まれ変わるべく国内改革が進められたが、その影響は国内に留まるものではなく、同じ東アジアに位置する周辺諸国（近代国際法への順応速度は異なる）との関係に摩擦を呼び起こした。具体的には国境線画定や外交儀礼、藩属国の地位が争点となった。以下に挙げる諸事件はその代表例である。

#### 国境線の画定問題
国際法の認める主権国家となるということは、その主権がどこまで及ぶのかを確定する作業を経なくてはならない。たとえば清朝とロシアの間で結ばれた璦琿条約（1858年）や、日本と同じくロシア間で締結された樺太・千島交換条約（1875年）などは、清朝・日本両国の北方の国境線を画定するものであった。これは東アジア諸国とロシアとの間に結ばれた国境条約であるが、やがて東アジア諸国内においても国境確定の動きが現れてくることは不可避であった。従来からの華夷秩序に基づく統治範囲は、対象とする人や物資の移動によって伸縮するものであって固定的ではなく、国家の辺境に対する領有意識は周辺諸国と重複することが常態であった。そのため近代国際法に基づく固定した国境線の画定を行うとするならば、それは周辺諸国との紛争の種として浮上せざるをえなかった。
1. 琉球・台湾の帰属問題（日本―清朝）
主権国家とは、その主権が及ぶ範囲、つまり領土や領海を明確化し、そこに一元的な統治を施す存在であるから、華夷秩序下ではありえた中国・日本双方に両属する琉球のような曖昧な存在は認められなかった。明治日本は清朝の猛抗議にも聞く耳を持たず、琉球処分を断行し、当然琉球を重要な朝貢国と見なしていた清朝との関係は悪化した（茂木1997）。
2. 清・朝国境線問題（朝鮮―清朝）
国境線画定の動きは、強固な宗属関係にあった清朝と朝鮮の間にも持ち上がった。1880年代に国境線画定の会談（「勘界会談」）がもたれたが、その結果豆満江（図們江）・鴨緑江をもってとりあえず国境線とすることとなった。実際にはこの「国境」を越えた清朝領域に越境した朝鮮人が多数に上ったため、彼らをどう保護するかという問題とも絡んで、この後大韓帝国となっても清朝との国境線画定の話し合いは断続的に行われたが、豆満江・鴨緑江を国境線とすることが次第に既成事実化していった。
留意すべきなのは、このような国境画定の働きかけは朝鮮側からなされたという点である。当初は朝鮮も華夷秩序の論理に拠って清朝と交渉していたが、次第に近代国際法における自国民保護を援用して交渉するようになっていった。国境線画定という問題の深化とともに、近代国際法が受容されていったといえる（秋月2002）。

#### 外交儀礼の問題
1. 公使派遣問題（日本―朝鮮）
条約体制のもとでは、条約を締結した両国が公使を交換赴任させることが定められている。日朝修好条規を締結後も日朝間では公使派遣が実現されなかった。朝鮮側が激しく反対したためである。条約は朝鮮側からすれば、江戸幕府と朝鮮の間の交隣関係が復活したとの捉え方で、近代国際法下に入ったという意識は無かったためであった。朝鮮側の強い反対があったものの、日本の公使花房義質が日朝間を頻繁に往来して、ついには1880年12月漢城に公使館を設置し長期滞在して既成事実化することで決着した。
2. 公使謁見問題（日本―清朝）
清朝でも公使派遣については当初受け入れられなかったが、日本と日清修好条規を締結する頃には、すでに公使の派遣自体は問題視されていなかった。しかし国家元首に謁見すること、すなわち清朝皇帝と会見することは、長い間非常に高いハードルがあったと言わねばならない。清朝にあっては、外国人公使が神聖なる中国皇帝と直接と会見する際には三跪九叩頭をしなければならず、礼を求める清朝側とこれを拒否する外国公使側とで折り合いがつかず、1870年代まで清朝皇帝と簡単には会うことができなかったのである。しかし1873年に日清修好条規を締結した際、副島種臣は『万国公法』に根拠に同治帝に謁見を求め、三跪九叩頭の礼をしないでの会見を成功させた。これは幼くして即位した同治帝がある程度成長したこと、欧米人よりは日本人の方がまだ心理的抵抗がなかったことが影響した。常駐外国公使に清朝皇帝が謁見を許可したのはこれが最初であった。

#### 宗主権―主権問題
「宗主権―主権問題」とは、華夷秩序から条約体制へと国際秩序が移行する際に生じたある二国家間関係をめぐって持ち上がった問題である。前述したように華夷秩序では、中国王朝から冊封から受け、あるいは朝貢を行うことで、周辺諸国は宗主国―藩属国の関係となった。それは中国王朝の皇帝と周辺諸国の君主とが君臣関係を結ぶことを意味するが、それにより中国王朝の支配が周辺諸国全域に貫徹するということではない。むしろ概ね中国側は周辺諸国の内政・外交に干渉することはない。この状態を清朝は「属国であるが自主でもある」と西欧諸国に説明したため、歴史学では「属国自主」という表現を用いる。このような関係は『万国公法』の説く主権の概念から判断すると、曖昧で割り切れないものであった。
もっともこの問題がクローズアップされたのが、最後の朝貢国朝鮮をどう捉えるかという清朝と西欧・明治日本の意見衝突の時であった（岡本2004）。

## 「万国公法」自体の変容
これまで『万国公法』をはじめとする近代国際法を受容した東アジア諸国が、外圧もしくは自発的努力によって変革を迫られた過程を述べてきたが、東アジア諸国との遭遇は近代国際法自体にも変容をもたらし、現代の国際法へと脱皮する契機となった。
はじめに書いたように、西欧起源の近代国際法は、キリスト教国家どうしの取り決めというローカルな性格をもつものであった。しかし西欧列強の海外進出と共に、キリスト教的価値観を共有しない諸国家との関係を探るうち、「文明国」という国際法的な意味での国家概念を捻出し、キリスト教的か否かよりも「文明国」か否かが国家承認の要件と見なされるようになり、次第にキリスト教色を薄め、国際法被適用資格は抽象化・一般化していった。その結果として、前述の国家承認条件「主権国家であること」「条約遵守能力があること」が打ち立てられたのである。
これは国際法適用を受けるかどうかの前提条件が大きく変化したためである。キリスト教国家かどうかという国家の特質的なものから、国家制度という具体的・技術的な条件へと国家容認の条件が変化を意味するからである。すなわち地理的・宗教的・文化的な違いがあっても、西欧の国家制度を導入・模倣することで国際法が適用される道が開けることとなった（広瀬1978）。明治日本の諸改革や鹿鳴館建設、西欧風俗（衣服・食事・暦他）受容は、このような国際法の変容を敏感に察知した上で為されたもので、国際法適用を受け、西欧諸国に肩を並べるための努力だったのである。